# Condado de Toreno
El condado de Toreno es un título nobiliario español que desde 1838 goza de grandeza de España de primera clase. Fue concedido por el rey Felipe IV, con el vizcondado previo de Matarrosa y mediante real decreto de 12 de noviembre de 1657 y real despacho de 30 de octubre de 1659, en favor de Álvaro Queipo de Llano y Valdés, señor de las villas de Toreno y Tombrio de Abajo, alférez mayor del Principado de Asturias y de la villa de Cangas de Tineo (hoy Cangas del Narcea), donde poseía el solar de su linaje, caballero de Santiago, corregidor de Granada y de Madrid, capitán general de Málaga, del Consejo de Hacienda de dicho rey y su gentilhombre de boca.
El concesionario era hijo del capitán Suero Queipo de Llano y Valdés, natural y alférez mayor de Cangas de Tineo, que sirvió a S.M. en la Jornada del Estrecho de Magallanes, y de Catalina Bernardo de Quirós, nacida en la Pola de Lena; sobrino carnal agnado del inquisidor Fernando de Valdés y Llano, obispo de Teruel y arzobispo de Granada, presidente del Consejo de Castilla, fundador de la Colegiata de Cangas de Tineo; primo carnal de Juan Queipo de Llano y Valdés, obispo de Guadix y de Coria, y del inquisidor Fernando Queipo de Llano y Valdés, obispo de León; sobrino nieto del inquisidor Juan de Llano Valdés, también obispo de León, y sobrino biznieto del inquisidor general Fernando de Valdés, obispo de Oviedo, de León y de Sigüenza, arzobispo de Sevilla y también presidente de Castilla, fundador de la Universidad de Oviedo y del Colegio de San Pelayo en la de Salamanca. Y estaba emparentado en diversos grados con otros prelados.
La reina gobernadora María Cristina de Borbón —en nombre de la reina Isabel II, su hija— concedió a esta casa la grandeza de España de primera clase por real decreto de 25 de agosto de 1838 y real despacho de 7 de noviembre del mismo año, en cabeza del VII conde: José María Queipo de Llano y Ruiz de Saravia, ilustre historiador, gran cruz de Carlos III, académico de las Reales de la Historia y de San Fernando, que había sido ministro de Hacienda y de Estado y presidente de las Cortes y del Consejo de Ministros.

## Lista de señores y condes
|                                         | Titular                                                                | Periodo           |
| Señores de Toreno                       | Señores de Toreno                                                      | Señores de Toreno |
| --------------------------------------- | ---------------------------------------------------------------------- | ----------------- |
|                                         | Monasterio de Santa Leocadia de Castañeda                              | 916-1118          |
|                                         | Obispado de Astorga                                                    | 1118-1581         |
|                                         | Incorporado a la Corona                                                | 1581-1583         |
| Nueva concesión por Felipe II           |                                                                        |                   |
| I                                       | Antonio Vázquez Buelta                                                 | 1583-1600         |
| II                                      | Jerónimo Vázquez Buelta                                                | 1600-1613         |
| III                                     | Capitán Sancho de Merás                                                | 1613-1637         |
| IV                                      | Pedro de Merás y Sanfrechoso                                           | 1637-1638         |
| V                                       | Álvaro Queipo de Llano y Valdés                                        | 1638-1662         |
| Condes de Toreno Creación por Felipe IV |                                                                        |                   |
| I                                       | Álvaro Queipo de Llano y Valdés                                        | 1657-1662         |
| II                                      | Fernando Queipo de Llano y Lugo                                        | 1662-1681         |
| III                                     | Fernando Queipo de Llano y Jiménez de Arellano                         | 1681-1718         |
| IV                                      | Fernando Ignacio José Queipo de Llano Doriga y Malleza                 | 1718-1778         |
| V                                       | Joaquín José Queipo de Llano y Quiñones                                | 1778-1805         |
| VI                                      | José Marcelino Queipo de Llano y Bernaldo de Quirós                    | 1805-1808         |
| VII                                     | José María Queipo de Llano y Ruiz de Saravia                           | 1809-1843         |
| VIII                                    | Francisco de Borja Queipo de Llano y Gayoso de los Cobos               | 1847-1890         |
| IX                                      | Álvaro Queipo de Llano y Fernández de Córdoba                          | 1890-1938         |
| X                                       | Francisco de Borja Queipo de Llano y Álvarez de las Asturias Bohorques | 1943-1954         |
| XI                                      | Francisco de Borja Queipo de Llano y Acuña                             | 1958-2002         |
| XII                                     | Francisco de Borja Queipo de Llano y Fernández de Villavicencio        | 2003-hoy          |

## El señorío de Toreno

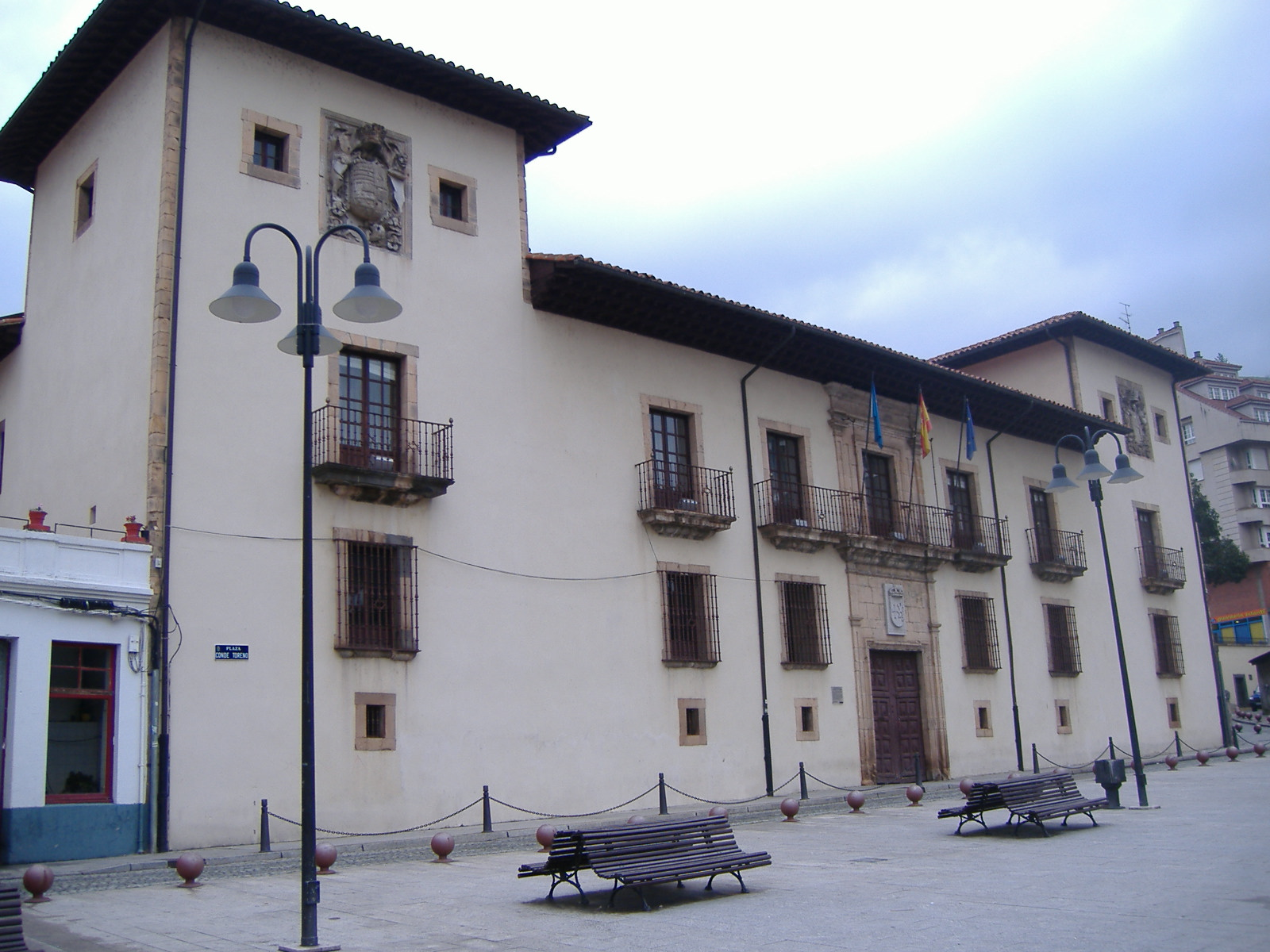
Los Queipo de Llano, condes de Toreno, eran alféreces mayores del Principado de Asturias y de la villa y concejo de Cangas de Tineo, hoy Cangas del Narcea. El título condal, creado en 1659, quedó sujeto al mayorazgo fundado en 1526 por Suero Queipo de Llano el Viejo, tatarabuelo del primer conde, con asiento principal en el solar de su linaje en dicha villa. Este palacio, sito en la plaza del Conde de Toreno, es actualmente casa consistorial del ayuntamiento de Cangas del Narcea.

El coto de Toreno era un señorío jurisdiccional que incluía las villas de Toreno y Tombrio de Abajo y los lugares de Librán, Langre, San Pedro de Mallo, Santa Leocadia y Matarrosa, todo en la comarca del Bierzo, diócesis de Astorga y reino y actual provincia de León, con sus rentas, alcabalas y frutos y con jurisdicción civil y criminal alta y baja y mero y mixto imperio. Medía el coto una legua de largo y dos y media de contorno. Perteneció desde el siglo XI a la iglesia de Santa Leocadia en él radicada, y después al arcedianato de Ribas de Sil de dicho obispado.
La iglesia y abadía de Santa Leocadia de Castañeda fue fundada como eremitorio a mediados del siglo IX, y refundada bajo la regla de San Benito por San Genadio de Astorga en el año 916.
El rey Felipe II incorporó este coto a la Corona en 1581, en virtud de una bula de Gregorio XIII que le permitía desmembrar las villas y lugares de las iglesias de menos de 40.000 ducados de renta, y poco después lo vendió al precio de tres cuentos y 720.000 maravedís. La concesión, por real cédula dada en Lisboa el 3 de marzo de 1582 y real despacho de 31 de mayo de 1583. El nuevo concesionario fue:
• Antonio Vázquez Buelta, I señor de Toreno, tesorero general de S.M., familiar y receptor general del Consejo de la Inquisición. Natural de Astorga, estudió Leyes y se trasladó a Madrid, donde amasó una fortuna mediante la actividad de prestamista y cambista. Parece que además del señorío de Toreno, compró el de Congosto, villa berciana que también había pertenecido a la mitra asturicense, y los de Grajanejos y Zaorejas en Guadalajara. Fue hijo natural de Santos Vázquez Buelta, hidalgo natural de Toreno, criado del obispo de Astorga y vecino de esta ciudad, quien le tuvo con Catalina de Quirós, una criada asturiana de su casa, siendo ambos solteros.

Casó con Catalina Ibáñez de Carmona y Quesada, natural de Madrid, que debía de ser hermana del licenciado Diego Ibáñez de Carmona, canónigo de la Catedral de Coria y dignidad de Arcediano de Valencia de Alcántara. En 1600 le sucedió su hijo
 

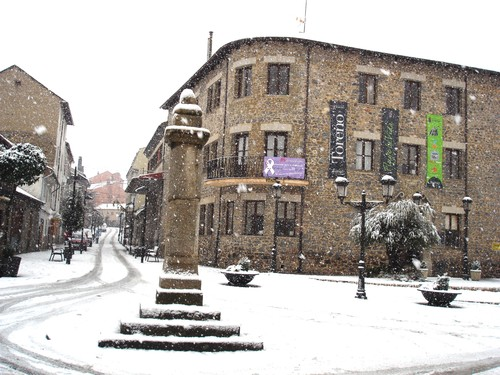
La Plaza Mayor de la villa berciana de Toreno es comúnmente llamada Plaza de la Picota, porque en ella se conserva, frente al Ayuntamiento, el antiguo rollo de justicia, símbolo de la jurisdicción civil y criminal que los condes de Toreno ejercieron en este coto hasta la abolición de los señoríos, al final del Antiguo Régimen.

• Jerónimo Vázquez Buelta, II señor de Toreno, primer poseedor de un mayorazgo que le fundaron los señores antes citados, sus padres. Era señor efectivo del coto en diciembre de 1606, pero parece que en 1608 quiso venderlo o cederlo en pago de deudas a Gregorio de Velasco y Pedro de Velasco, miembros de una familia local que el 3 de julio de dicho año, pretendiéndose dueños de la jurisdicción, apoderaron a Bartolomé Pérez para que en su nombre cobrase los derechos señoriales. Esta transmisión quedó sin efecto, probablemente por carecer de la preceptiva licencia real. Y cinco años después, en 1613, Jerónimo Vázquez Buelta vendió el señorío al precio de 16.000 ducados. Contaba para ello con real licencia, y el comprador fue
• Sancho de Merás, III señor de Toreno, capitán de la Carrera de Indias y maestre del galeón Nuestra Señora de la Valvanera, natural de la villa de Tineo. Pasó a la Nueva España y se avecindó en la Ciudad de México. La Casa de Contratación de Indias le embargó la jurisdicción de Toreno el mismo año de 1613, durante un proceso por contrabando, pero se la restituyó tres años después al quedar sobreseída la causa. Era hijo de Marcos de Merás de la Plaza, natural de Tineo, y de Catalina Suárez de Sierra, de la casa de Pambley en el concejo de Cangas.

Casó en Cangas de Tineo en julio de 1610 con Clara Queipo de Llano, que vivió muchos años abandonada de su marido y murió sin descendencia en 1630 en el palacio de Queipo de Llano de Cangas de Tineo, donde había nacido. Era hija de Suero Queipo de Llano y Valdés, señor de dicha casa, alférez mayor de Cangas, capitán en la Jornada del Estrecho de Magallanes, y de Isabel Bernardo de Quirós, natural de la Pola de Lena.

El capitán Sancho de Merás murió en la ciudad de Méjico el 28 de abril de 1637, bajo testamento hecho el 21 anterior ante Ventura de Cárdenas, por el que fundaba vínculo en cabeza de su sobrino
• Pedro de Merás y Sanfrechoso, IV señor de Toreno, poseedor del palacio y mayorazgo de Merás de la villa de Tineo, licenciado en Leyes por la Universidad de Oviedo, regidor perpetuo de los concejos de Tineo, Cangas y Valdés, que nació hacia 1600, murió testado en su palacio tinetense el 5 de enero de 1660 y fue sepultado en el convento de San Francisco. Fueron sus padres Pedro Álvarez de Sanfrechoso y Sierra Pambley, escribano público de Tineo, segundón de la casa de Sanfrechoso en dicho concejo, y Polonia Rodríguez de Merás y Sierra Pambley, su mujer y prima, que era hermana del capitán Sancho de Merás.

Casó con Catalina de Solís y Merás, su sobrina tercera, que murió en Luarca el 11 de junio de 1669 y fue sepultada con él en Tineo, hija de Francisco de Solís y Bernardo de Quirós, alférez mayor de Oviedo, señor de la torre de la Quintana de Ciaño, y de María de Merás y Quirós; nieta de Pedro de Solís y la Rúa, poseedor de la misma casa y oficios, y de Leonor Bernardo de Quirós; y materna, del doctor Gonzalo de Solís de Merás y de Francisca Bernardo de Quirós. Con descendencia varonil en que siguió la casa de Merás.

Pero a resultas de un pleito y transacción que se siguieron, el señorío de Toreno fue adjudicado en pago de deudas a Álvaro Queipo de Llano y Valdés, hermano de Clara. Este lo agregó al mayorazgo de su casa de Cangas de Tineo. Y cuando en 1657 el rey Felipe IV quiso otorgarle un título de Castilla, eligió la denominación de conde de Toreno, con el vizcondado previo de Matarrosa.

## El alferazgo mayor de Asturias
Álvaro Queipo de Llano y Valdés, primer conde de Toreno, poseía también desde 1636 el oficio perpetuo de alférez mayor de Asturias, con voz y voto y grandes preeminencias en la Junta General del Principado y en su diputación permanente. Este oficio fue enajenado a su favor por la Real Hacienda el 13 de marzo de dicho año al precio de 5.280 ducados, despachándosele real carta el 7 de abril siguiente. Fue ostentado por los siete primeros condes de Toreno, y confería a sus titulares el privilegio de proclamar en nombre del Principado —tal y como el alférez mayor de cada concejo hacía en su jurisdicción— la subida al trono de un nuevo rey, tremolando su pendón y dando la tradicional voz: «¡Castilla! ¡Castilla! ¡Castilla por el rey Don Fulano!»
Pertenecía también al alférez mayor el mando de la compañía de 500 soldados con que el Principado debía servir a S.M., ejerciéndolo como teniente del gobernador y con el grado y calidad de capitán a guerra.
La concesión le facultaba para designar teniente que sirviese efectivamente el oficio. Y mediante un aumento de 1661, se extendieron al teniente las calidades conferidas al propietario de la dignidad. Durante el siglo XVII, los condes de Toreno solían designar por tenientes alféreces a miembros de la casa de Doriga o de la de Quirós.
Las grandes preeminencias políticas y honoríficas que este cargo comportaba en la Junta General del Principado darían pie a graves conflictos. Para prevenirlos, el propio concesionario se apresuró a renunciar a las meramente honorarias, pero esto no apaciguó a la Junta, que inició una serie de litigios contra el Consejo Real pidiendo la revocación de la merced. Estos pleitos se inscriben en el marco de enfrentamiento provocado por la avidez recaudatoria de la Corona, que durante el siglo XVII recurrió a toda clase de arbitrios para sacar recursos del Principado (tributos, levas de soldados, venta de comunes y alcabalas), y particularmente a la creación y venta de oficios de regimiento. La Junta sostenía la ilegalidad de estas creaciones, a la vez que pedía el tanteo y resumen de muchas de ellas. Pero el caso del alferazgo mayor del Principado tenía especial importancia política por afectar al funcionamiento de la propia Junta y su diputación. Según M.ª Ángeles Faya, la creación de este oficio «es un ejemplo de favor real a un noble asturiano con influencia en la Corte, del que se espera que, desde su nuevo cargo, pueda controlar la Junta General». Y se inscribe en una serie de provisiones del Consejo de Castilla tendentes al mismo fin, como una de 1643 que prohibía que los pleitos movidos por la Junta contra el Consejo se sufragasen con propios y rentas del Principado o mediante reparto a los vecinos, u otra de 1670 que declaraba no estar incluido este alferazgo en la extinción de oficios decretada el año anterior. Sostiene dicha autora que la posición de poder del alférez mayor como valedor de la Corona y del Consejo «le permitirá mantenerse en el cargo a pesar de los pleitos que la Junta litigó en los años cuarenta y sesenta». «El pleito sobre el alferazgo fue fallado en contra del Principado en 1646. Posteriormente se volvió a litigar y se eternizó por la influencia de los Queipo de Llano en la Corte.»
Se daba además la circunstancia de que ya existía desde 78 años antes el oficio perpetuo de alférez mayor de Oviedo, concedido en 1558 a Pedro de Solís y Soto, por lo que la creación de un alferazgo del Principado también suscitó un conflicto protocolario entre uno y otro alférez: uno de aquellos litigios sobre «puntos de honor» que en el siglo XVII eran tan frecuentes y enconados. Tras la sentencia de 1646 que desestimaba la demanda de revocación de la Junta, se llegó a una fórmula de compromiso para las proclamaciones regias que se aplicó en 1665, al subir al trono Carlos II: «el Alférez Mayor de Oviedo salía del Ayuntamiento tremolando el pendón, acompañado de los Regidores, y lo conducía al tablado de la Plaza Mayor para verificar la proclamación del monarca —cometido suyo—, y una vez realizada allí lo entregaba al Alférez Mayor del Principado o su teniente, quien lo conducía a la plaza de la Fortaleza y procedía a análoga ceremonia».

## Historia genealógica

### Los Queipo de Llano
Los Queipo, hidalgos originarios del concejo de Cangas de Tineo, se perfilaban ya desde el siglo XIV como linaje preponderante del suroccidente asturiano, replicando a escala comarcal la estrategia que encumbró a los Quirós como linaje hegemónico de la región: el servicio a la corona y la alianza con la mitra episcopal ovetense. En las guerras banderizas de aquel siglo y el siguiente solían alinearse con los Quirós.
Su primitivo solar radicaba en el paraje de la Muriella, parroquia de Santa María de  Posada de Rengos: a unos 18 km de la villa capital, aguas arriba del río Narcea. Este antiguo solar tenía trazas de casa fuerte, por lo que era llamado —no sin cierta hipérbole— el castillo de la Muriella. Y poseían no lejos de allí una vasta heredad de bosque que ocupaba el extremo suroccidental del concejo: los montes de Muniellos. Esta propiedad forestal perteneció a los Queipo de Llano durante unos quinientos años: desde principios del siglo XV hasta que en 1901 la vendió el IX conde de Toreno. Y después vino a constituir el núcleo de la Reserva natural integral de Muniellos.
Al servicio de los Trastámaras
Tenían por divisa el servicio leal a sus reyes, preciándose de haber combatido a favor de Juan I contra el rebelde Alfonso Enríquez, conde de Gijón y de Noreña (1381-1383); a favor de Enrique IV contra el conde de Valencia de Don Juan (1465), y a favor de la princesa Isabel en el conflicto por la sucesión de Enrique IV y en la guerra de sucesión castellana.
Expulsión de los Quiñones
Pero más decisiva que aquellas contiendas para el curso ascendente del linaje, fue la resistencia que presentaron a los Quiñones a raíz de que en 1477 los Reyes Católicos concedieran el señorío de Cangas y Tineo, con título de marqués, a Diego Fernández de Quiñones, primer conde de Luna, para premiar su apoyo en la Guerra de sucesión. Los Queipo, agraviados por el nuevo marqués, fueron muy beligerantes contra su dominio. Y en este conflicto tuvieron por aliados a los mismos reyes, que deseaban revocar aquella merced, hecha en un momento de debilidad, y recuperar para el realengo dicho territorio. Logrado esto entre 1480 y 1490 con la expulsión del conde de Luna, los Queipo de Llano se consolidaron como linaje hegemónico de la zona. Reforzados, además, en su papel de firmes aliados de la Corona en Asturias, percibido tanto en la corte como entre los actores regionales.

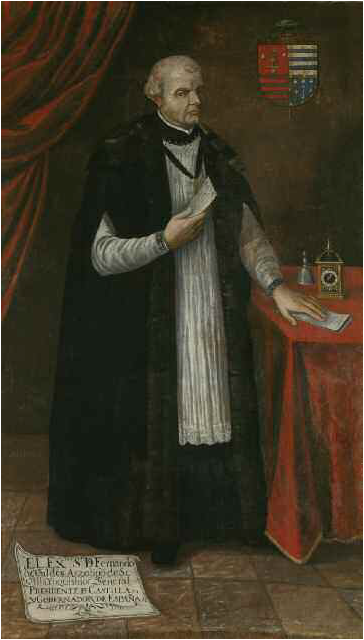
El arzobispo de Sevilla Fernando de Valdés y Salas (1483-1568), inquisidor general, presidente del Consejo de Castilla, fundador de la Universidad de Oviedo y del Colegio de San Pelayo en la de Salamanca, llamado de los Verdes. Este retrato retrospectivo fue pintado en 1711 por Antonio de Mora Barahona para el Colegio de San Pelayo, y perteneció a la Universidad Salmanticense hasta que en 1847 pasó a integrar los fondos del Museo Provincial. Realizado siglo y medio después del momento en que capta al personaje, no es sin embargo un retrato ideal o imaginario, sino que sigue de cerca a otros de época como el anónimo que le representa de medio cuerpo en el palacio arzobispal de Sevilla o la estatua orante labrada por Pompeyo Leoni para su sepulcro en Salas, que fue encargada como «retrato al natural, tan propio como sea posible». Concuerda con los testimonios que describen al prelado como «pálido, cetrino, con entrecejo, de escaso pelo, barba corta y entrecana, grandes entradas en la frente, al estilo puritano, y mirar torvo y melancólico». En el letrero se lee: «El D. Fernando de Valdés, Arzobispo de Sevilla, Ynquisidor General, Presidente de Castilla y Gobernador de España». El escudo de armas es de igual composición que el que campeaba en la portada del Colegio: cuartelado de Salas, Valdés, Llano y Doña Palla, con cruz patriarcal acolada y timbrado de galero con borlas de arzobispo. Otros similares pueden verse labrados en la Facultad de Geografía e Historia de Salamanca, cuyo edificio integra los restos del antiguo Colegio de los Verdes, alternando con el modelo reducido a las solas armas de Valdés, que adoptó después dicha casa de estudios para evitar la complejidad del original.

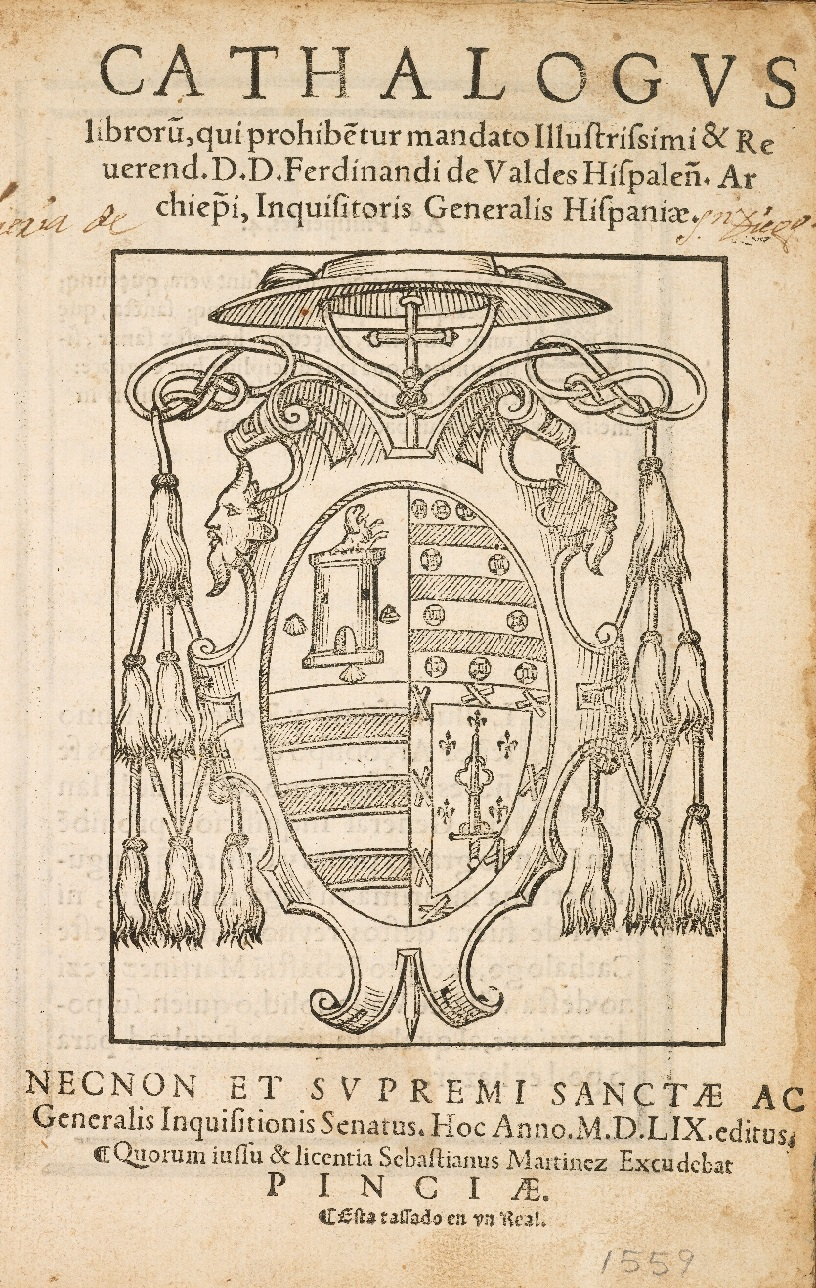
Portada del Cathalogus librorum qui prohibentur publicado por mandato del inquisidor general Fernando de Valdés y Salas (Valladolid, 1559). El escudo, grabado a buril, es de idéntica composición que el pintado en el retrato anterior y los que se mencionaban al pie, labrados en Salamanca. Cuartelado de Salas, Valdés, Llano y Doña Palla: las armas de sus cuatro costados en un orden arbitrario. Llano era el linaje de su abuelo materno, y en todos estos ejemplos —contemporáneos del inquisidor o poco posteriores— las armas que se le asignan son: de gules, tres fajas de sinople fileteadas de oro.

Parentela del arzobispo Valdés Salas
En el tercio central del siglo XVI tienen lugar cuatro sucesivos casamientos que enlazan al linaje de los Queipo, mediante vínculos reforzados, con la familia o parentela (evitamos aquí el término linaje) del arzobispo Fernando de Valdés y Salas: figura prominente del reinado de Felipe II, con quien tuvo los cargos de inquisidor general y presidente del Consejo de Castilla. La vinculación a esta parentela marcará el salto de los Queipos de un círculo de actuación e influencia local y regional a otro mucho más amplio: de ámbito, más que nacional, hispánico.
A raíz de estos enlaces, los Queipo pasan a ser parte de un grupo familiar que durante cinco generaciones poblaría las altas esferas de la Administración y de la Iglesia en España, sumando un importante número de prelados y de altos funcionarios (consejeros de Castilla). La historiadora Janine Fayard, en su definitiva monografía Los miembros del Consejo de Castilla (1621-1746), caracteriza a esta institución como el verdadero meollo del poder del estado durante el régimen polisinodial y señala a dicha parentela como el ejemplo más exitoso de la estrategia, común entre las familias que accedían a tal círculo, de intentar perpetuarse en él. Y elige incluso, con cierta imprecisión genealógica, el nombre de «los Queipo de Llano» para designar a este grupo familiar, si bien aclara que no era estrictamente un linaje sino «una verdadera gens» que incluía a varios, y que en sus borrosos contornos se extendía hasta allegados por «solidaridad regional».
El primero de estos matrimonios fue concertado sin duda como parte de la estrategia ya mencionada de alianza con la mitra ovetense, precisamente cuando Fernando de Valdés era obispo de Oviedo (1532-1539). Y unió a Juan Queipo de Llano el Viejo, que iba a ser el primer poseedor del mayorazgo, con Mayor Álvarez de Tineo, sobrina segunda del prelado: un parentesco aún lejano y que renovaba la previa consanguinidad de los Queipos con los Llanos de Cangas, a la que aquellos debían la adición del apellido Llano. La casa de Llano «de la plaza de Cangas» era muy antigua en esta villa y había recaído en el siglo XV en Mencía de Llano y Valdés, en quien se extinguió la varonía, señora de Mirallo y madre del famoso arzobispo e inquisidor. 
Rivalidad con los Omaña
También en el siglo XVI, se establecieron en Cangas los Omaña, que aunque recién llegados del reino de León poseían en esta villa importantes bienes, derechos y preeminencias como causahabientes, precisamente, de los Quiñones. Entre los Queipo de Llano y los Omaña se suscitó una fuerte rivalidad que —aunque sin el encono de las guerras de bandos tardomedievales— marcó la vida del concejo durante más de dos siglos. El enfrentamiento entre ambos linajes alcanzó su cénit en 1642, cuando se planteó la necesidad de construir una nueva iglesia en Cangas de Tineo porque la antigua parroquial de la Magdalena, de patronato real, amenazaba ruina. No pudiendo la Real Hacienda correr con el gasto, se hizo cargo del patronato un destacado vástago de los Queipos: Fernando de Valdés y Llano, arzobispo de Granada y presidente del Consejo de Castilla, tío del primer conde de Toreno. El arzobispo empleó sus caudales en levantar la Colegiata de Santa María Magdalena, símbolo del poder de su linaje, sin que lo pudiera impedir la encarnizada oposición de los Omañas por medios jurídicos, políticos y hasta violentos.

### Fundador del mayorazgo
El fundador del mayorazgo, y tatarabuelo del primer conde, fue
• Suero Queipo de Llano el Viejo, hidalgo rico y principal del concejo de Cangas de Tineo, señor de los montes de Muniellos y del «castillo de la Muriella» en la parroquia de Posada de Rengos. Era hijo de Suero Queipo de Llano el Más Viejo, que en 1481 defendió la villa de Cangas contra el conde de Luna, y de María Rodríguez de Pambley, su mujer, de la casa de Pambley en el mismo concejo; nieto de Lope Rodríguez Queipo o Rodríguez Can, y de Elvira Rodríguez de Ron, y biznieto de Álvaro Alfonso Can, que nacería al filo del 1400 y sirvió al rey Juan I de Castilla contra su hermano Alfonso Enríquez, conde de Gijón y de Noreña, y de Aldara Rodríguez de Llano: todos poseedores del mismo estado y casa.

Fundó mayorazgo por escritura que otorgó con su mujer el 14 de enero de 1526 ante Álvaro Alonso de Cangas, escribano de Cangas de Tineo, en virtud de real facultad dada por el César Carlos en Valladolid a 6 de marzo de 1523 y refrendada por Francisco de los Cobos. Y agregaron nuevos bienes por escrituras del 24 y el 29 de octubre de 1549 y del 19 de noviembre del mismo año, que pasaron las tres ante el escribano Juan Gómez de Cangas. Casó con María Alfonso de Cangas, su deuda, natural de Cangas de Tineo y hermana del capitán Diego de Cangas. Hija de Ruy García de Cangas el Viejo, fundador de la capilla de Nuestra Señora del Rosario en la antigua parroquial de la Magdalena de dicha villa, y de Aldonza Pérez de Sierra, y nieta de Juan Rodríguez de Pambley y de Mayor García del Riego, que fueron enterrados en la iglesia de Nuestra Señora de la Regla de Pambley, en el mismo concejo.

El primer poseedor del vínculo fue su hijo primogénito:
• Juan Queipo de Llano el Viejo, señor de la casa de Cangas, de los montes de Muniellos y del castillo de la Muriella. Sirvió a su costa con una compañía de Infantería al Emperador, quien le dirigió cartas de agradecimiento.

Casó dos veces: primera con Mayor Álvarez de Tineo y Quirós, hija del capitán Juan García de Tineo, señor de los cotos de la Mortera y Bárcena en el concejo de Tineo y de la casa de su apellido en la villa capital del mismo, y de Catalina Bernardo de Quirós y Prado, que testaron en 1516 fundando mayorazgo con facultad del Emperador; nieta de Juan García de Tineo, señor de la casa de Tineo, y de Mayor Álvarez de Llano y Valdés, su primera mujer, de los señores de Mirallo en el mismo concejo, y materna de Gutierre Bernardo de Quirós y Ron, señor de Villoria, y de Guiomar de Prado y Quiñones, de los señores de Albires. Mayor Álvarez tuvo por sobrinos carnales a dos obispos y consejeros de la Suprema Inquisición. Uno fue el maestro fray Blas de Tineo y Osorio, provincial de Castilla de la Orden de la Merced, catedrático de las universidades de Salamanca y Alcalá y rector de la de Granada, obispo titular de Termópoli y auxiliar de Granada, dignidad de abad de Santa Fe en esta catedral metropolitana y deán de la de Málaga. Y el otro Gutierre Bernardo de Quirós, hermano mayor del anterior, colegial de San Pelayo y del Mayor de Oviedo en Salamanca, catedrático de esta Universidad, inquisidor en Méjico, Nicaragua, Guatemala y las Filipinas, y obispo de la Puebla de los Ángeles, donde falleció en 1638, dejando fundados en la villa de Tineo el convento de Santa Clara y una importante obra pía.

En segundas nupcias casó Juan Queipo con Aldonza de Valdés, viuda con prole de Álvaro García de Tuña, señor de la casa del Barreiro en la parroquia de Santa María de Tuña, concejo de Tineo, e hija de Pedro del Busto, señor de la casa del Busto de la villa de Pravia, y de Mencía de Valdés, hermana del inquisidor general Fernando de Valdés, arzobispo de Sevilla y presidente de Castilla, de quien se hará repetida mención ... Aldonza de Valdés hubo de su segundo marido el derecho a cortar leña en los montes de Muniellos, y litigó sobre ello con su antenado Juan Queipo.
De la primera tuvo por hijos a
1. Juan Queipo de Llano el Mozo, que sigue,
2. Víctor (o Victoriano) de Llano y Tineo, que casó con Inés de Ponte y Busto, señora de la casa y torre de la Corrada en el actual concejo de Soto del Barco (entonces, Pravia), hermana y sucesora de Alonso Pérez de Ponte, que murió sin descendencia, e hijos ambos de Diego Martínez de Ponte y de Inés del Busto, fundadores del mayorazgo. Sus descendientes por varonía se apellidaron Llano Ponte, y hoy ostentan los marquesados de Ferrera y San Muñoz.[28]
3. Guiomar Queipo de Llano y Tineo, natural de Cangas, que siendo viuda hizo agregación al mayorazgo de su marido por escritura del 13 de noviembre de 1612 que pasó ante el escribano de Oviedo Simón Vigil, y otorgó su último testamento y varios codicilos en 1628, año en que murió octogenaria. Casó en 1563 con García de (Valdés) Doriga y Tineo, natural y señor de la casa de Doriga en el concejo de Salas, que testó el 10 de junio de 1598 y murió en 1600, hijo de Fernán García de Doriga el Mozo, que fundó el mayorazgo en 1558, y de María Gómez de Tuñón y Tineo. Con posteridad. A esta señora se deben los escudos de Queipo de Llano Tineo y Quirós que hay en el palacio de Doriga.[29]
4. Suero Queipo de Llano, natural de Cangas, donde testó el 25 de mayo de 1620. Fundó nueva casa en la parroquia de San Pedro de Arbas, del mismo concejo. Casó con María Flórez de Sierra, que testó en San Pedro el 10 de octubre de 1639. Nacida en Castiello, parroquia de San Esteban de Tainás, era hija de Álvaro Flórez de Sierra, segundón de la casa de Llamas del Mouro y fundador de la de Castiello, y de Estébana de Valdés o de Tuña, su segunda mujer, y hermana entera de Lope Flórez de Sierra y Valdés, llamado de Cibea, que poseyó por matrimonio la casa de Miramontes: todo en el concejo de Cangas. Tuvieron por hijos al menos a:
5. María Meléndez, primera mujer de Gonzalo Fuertes, señor de la casa de Carballo en el concejo de Cangas. Esta señora murió pronto, dejando sucesión, y su marido volvió a casar con Mencía de Valdés.
6. Y fray Luis de Valdés.

Sucedió en la casa su hijo del primer matrimonio
• Juan Queipo de Llano el Mozo, señor de la casa de su apellido en Cangas de Tineo, a la que hizo agregaciones por su testamento del 5 de octubre de 1592, y de nuevo en 1610. Está enterrado en colegiata de su villa natal, junto con su mujer y con su nieto Juan Queipo de Llano, obispo de Coria, en un sepulcro realzado con el bulto orante de este prelado.

Casó con Catalina de Valdés Llano, prima carnal de su madrastra. Era hermana del inquisidor Juan de Llano Valdés, obispo de León, y sobrina carnal del inquisidor general Fernando de Valdés, arzobispo de Sevilla, presidente del Consejo de Castilla, fundador de la Universidad de Oviedo y del Colegio de San Pelayo en la de Salamanca. Hija de Juan de Llano y Valdés, señor del coto de Mirallo en el concejo de Tineo, de la torre de Salas y de la casa de Llano de la plaza de Cangas, caballero de Santiago, mayordomo y guarda mayor de la reina Doña Juana, y de Elvira Velázquez de Cienfuegos y la Rúa.

Fueron padres de
1. Suero Queipo de Llano y Valdés, que sigue,
2. Diego García de Tineo, natural y regidor de Cangas, que poseyó la casa de Ardaliz en la parroquia de Santa María de Limés, del mismo concejo, y fundó vínculo de ella junto con su mujer en 1635. Actuaba en Asturias como persona de confianza del I conde de Toreno, su sobrino, y en 1653 otorgó su testamento con poder que le había dado en 1632. Casó en San Antolín de Villanueva, concejo de Navia, con Teresa Pérez de Navia (o de Sierra),[38] su tía tercera, natural de dicha parroquia, hija de Ruy García de Cangas el Mozo, que vinculó la casa de Villanueva por su testamento hecho en Valladolid el 12 de abril de 1581 a fe de Luis de Balderas, y de Leonor Rodríguez de Sierra, su primera mujer. Procrearon a:
  1. Rodrigo Queipo de Llano y Valdés, caballero de Santiago en 1639. Fue primer poseedor del mayorazgo de Ardaliz y sucedió también en el de Villanueva, por el que litigó reiteradamente. Casó con Isabel de Valcárcel Maldonado, su prima 3.ª, natural de Pieros en el Bierzo, hija y heredera de Gome de Valcárcel, dueño de la casa de Valcárcel de Pieros, con enterramiento en la parroquial de San Martín del mismo lugar, y de la casa de Cangas en la villa de Cangas de Tineo, a la que pertenecían el patronato de la capilla de Nuestra Señora del Rosario de la parroquial de Santa María Magdalena y la mitad de la presentación del beneficio de Porley, y de María Magdalena Maldonado, natural de Priaranza, también en el Bierzo. Con descendencia en que siguieron dichas casas, recayendo en los Velarde, después condes de la Nava.
  2. Juan Queipo de Llano y Valdés, nacido en Cangas hacia el año 1600, colegial de San Pelayo y del Mayor de Oviedo en Salamanca, de donde salió oidor de Granada. Fue gobernador de esta iglesia metropolitana por el arzobispo Fernando de Valdés y Llano, su tío carnal, que no residía en la sede porque era presidente de Castilla. Y después obispo de Guadix y de Coria. Murió en Granada el 17 de octubre de 1643 a los 44 de su edad; fue enterrado en la Cartuja de esta ciudad,[39] y después sus restos trasladados a la colegiata de Cangas, donde está su sepulcro con bulto enfrente del de su tío, fundador de dicha iglesia.[37]
  3. Fernando Queipo de Llano y Valdés, nacido hacia 1603, colegial en el Mayor de Santa Cruz de Valladolid, inquisidor de esta ciudad y obispo de León. Murió el 4 de abril de 1647 a los 43 de edad y fue enterrado en la colegiata de la Magdalena de Cangas.
  4. Suero Queipo de Llano y Valdés, nacido hacia 1613, colegial de San Pelayo y del Mayor de Oviedo en Salamanca, catedrático de Digesto y de Clementinas en esta Universidad. Murió con fama de virtud el 14 de agosto de 1650 a los 37 de edad y también fue enterrado en la colegiata de Cangas: en el crucero central, lienzo de la Epístola.
  5. Antonio Queipo de Llano y Valdés, caballero de San Juan,[40] que nació en la casa de Ardaliz en enero de 1615, sirvió contra el Turco en las galeras de dicha Orden Militar, y después trocó su hábito por el de fraile capuchino.[41]
  6. Isabel Queipo de Llano y Valdés, que casó con Lope Núñez de Ron y Valcarce, señor de la casa de Cecos, concejo de Ibias, y de la de Pesoz, con sus agregadas y jurisdicciones, que en 1642 levantó una compañía de Infantería con la que pasó a Cataluña, Milán y Flandes, y murió en 1643 sirviendo a S.M. en Brenne, ducado de Berry (Francia). Hijo y sucesor de Antonio de Ron y Valcarce y de Leonor de Navia Valdés y Bolaño, de la casa de Lienes. Sin descendencia.
  7. Y Catalina Queipo de Llano y Valdés, que dio su mano al licenciado Fernando Álvarez de Llano, señor de la casa de Llano o de Santa Olaya sita en el lugar de Llano, parroquia de Santa Eulalia de Cueras y concejo de Cangas, hijo del licenciado Alonso Meléndez de Llano, natural de Cangas, juez y procurador por los Hijosdalgo, y de Inés de Llano, natural y señora de la casa de Santa Olaya. Con prole en que siguió esta casa, recayendo en la de Ardaliz.[42]
3. Fernando de Valdés y Llano, inquisidor de Barcelona, Zaragoza y Toledo, obispo de Teruel y electo de León, arzobispo de Granada, presidente del Consejo de Castilla (desde el 7 de abril de 1633 hasta su muerte), fundador de la colegiata de Santa María Magdalena de Cangas. Hizo agregación al mayorazgo familiar por vía de donación a su sobrino Álvaro mediante escritura que pasó en Madrid ante Pedro Álvarez de Murias el 6 de septiembre de 1639.[25] Y murió electo obispo de Sigüenza[43] el 30 de diciembre de dicho año en la villa y corte, donde residía como presidente de Castilla. Había testado el día 27 anterior a fe del mismo escribano agregando al mayorazgo el patronato y presentación de la citada colegiata,[25] donde yace en un suntuoso sepulcro con su bulto en actitud orante.[44]
4. Y Catalina de Valdés, monja en Santa Clara de Oviedo.

El padre del concesionario fue
• El capitán Suero Queipo de Llano y Valdés, señor de la casa de Cangas de Tineo, que sirvió a S.M. en la Jornada del Estrecho de Magallanes, a las órdenes del general Diego Flórez de Valdés. En 1595 adquirió el oficio perpetuo de alférez mayor de la villa y concejo de Cangas de Tineo, con vara de regidor, al precio de 2900 ducados y mediante renuncia que hizo en su favor Fernando Osorio de Valdés, su primo carnal, señor de Valdunquillo, de Mirallo y de Horcajo de las Torres, caballero de Santiago, mayorazgo de la torre de Salas.

Casó con Catalina Bernaldo de Quirós, nacida en la torre de la Pola de Lena, hija de Sebastián Bernaldo de Quirós el Viejo, dueño de dicha casa y de la de Mieres, señor de Villoria, y de Catalina de Miranda, natural de Villanueva de Grado; nieta de Francisco Bernaldo de Quirós y Prado, señor de Villoria, y de María de Estrada, señora de la torre de la Pola de Lena, y materna de Sancho de Miranda, señor de Valdecarzana, y de Leonor de las Alas, de la casa de su apellido en Avilés. Fueron padres de
1. Otro capitán Suero Queipo de Llano y Valdés, señor de la casa y alférez mayor de Cangas de Tineo, caballero de Santiago. Fue el primer varón laico de su linaje que tuvo tratamiento de don. El 6 de octubre de 1610 se capituló su casamiento con Francisca Flórez de Valdés,[46] señora de la casa de las Morteras en Somiedo, viuda sin prole de Diego Flórez de Valdés (su primo carnal, señor de Aguino y Perlunes en el mismo concejo), hija y sucesora del general de igual nombre, ya citado, caballero de Santiago, comendador de Oreja, y de María Menéndez de Avilés, y sobrina nieta del general Pedro Menéndez de Avilés, adelantado de la Florida. Sin sucesión.
2. Catalina Queipo de Llano y Valdés, bautizada el 9 de febrero de 1594 en Cangas, donde testó viuda el 1.º de mayo de 1666. Casó en su villa natal el 14 de junio de 1606 con Lope de Omaña y Rodríguez de Quirós, señor de la casa de Omaña, que testó el 26 de diciembre de 1640 y de nuevo en 1659, año de su muerte. Hijo de Arias de Omaña el Prudente, señor de la misma casa, a la que agregó vínculo en 1589, y de María Rodríguez de Quirós, cuyo casamiento se capituló en 1559. Con posteridad en que siguió la casa de Omaña.
3. Clara Queipo de Llano y Valdés, que murió sin prole en 1630. Casó en Cangas en julio de 1610 con el capitán de la Carrera de Indias Sancho de Merás, ya citado, IV señor de Toreno, quien poco después pasó a la Nueva España desentendiéndose de ella.
4. Juan Queipo de Llano y Valdés, sacerdote de la Compañía de Jesús, que el 7 de junio de 1630 hizo renuncia de sus legítimas en favor de su hermano Álvaro ante Luis López, escribano de Oviedo.
5. Álvaro Queipo de Llano y Valdés, que sigue,
6. Fernando Queipo de Llano y Valdés, natural de Cangas, que fue bautizado el 16 de julio de 1606 y testó en 1639. Fue caballero de Santiago, colegial de San Pelayo y del Mayor de Oviedo en la Universidad de Salamanca, oidor de la Chancillería de Granada, juez mayor de Vizcaya en la de Valladolid y consejero de Órdenes. Casó con Felipa Zapata del Mármol, bautizada el 22 de noviembre de 1615 en Madrid, donde testó el 5 de marzo de 1689. Hubo descendencia de estos cónyuges, pero pronto quedó extinta,[47] agregándose los bienes de ambos al mayorazgo de los Queipo en virtud de lo dispuesto en sus citados testamentos.[25]
7. María Queipo de Llano y Valdés, monja en Santa María la Real de las Dueñas, de Zamora,
8. y Antonia Queipo de Llano y Valdés, monja en Santa Clara de Oviedo.

### Primer conde de Toreno
El título fue creado en favor de
• Álvaro Queipo de Llano y Valdés, I conde de Toreno, señor de las villas de Toreno y Tombrio de Abajo y de la casa de su apellido en Cangas de Tineo, alférez mayor del Principado de Asturias y de la villa y concejo de Cangas, caballero de Santiago, corregidor de Granada y de Madrid, gobernador y capitán general de Málaga, ministro de capa y espada del Consejo de Hacienda destinado a la Contaduría Mayor, gentilhombre de boca del rey Felipe IV y mayordomo mayor de su hermano el infante y cardenal Don Fernando de Austria. Natural de su casa de Cangas de Tineo, fue bautizado en la antigua parroquial de la Magdalena el 25 de mayo de 1599. Sucedió en el mayorazgo familiar al morir sin descendencia su hermano Suero, ya referido, y le agregó bienes mediante escritura del 31 de octubre de 1632, por la que también otorgaba poder para testar a Diego García de Tineo, su tío ya citado. Este hizo el testamento el 23 de febrero de 1653, confirmando la agregación, a fe de Luis Menéndez de Arbas, escribano de Cangas. Y el conde falleció en Málaga año de 1562, siendo capitán general de esta ciudad.

Casó dos veces: primera en Sevilla con Ana Mauricia de Lugo Puebla y Acosta, que murió en 1637, hija de Francisco de Lugo Puebla y Acosta, señor de la casa de Lugo, veinticuatro de Sevilla, y de Petronila de Ibarra y Mendoza, naturales los tres de dicha ciudad; nieta de Juan Cristóbal de la Puebla y de Catalina de Lugo y Acosta, y pariente del cardenal y teólogo jesuita Juan de Lugo y Quiroga.

Y segunda vez casó con Inés de Zúñiga Trejo y Valdés, señora de Valparaíso de Abajo en tierra de Huete, que era prima hermana del cardenal Trejo y Paniagua, presidente del Consejo de Castilla. Hija de Jerónimo de Zúñiga Piñán del Castillo Carrillo y Melgarejo, caballero de Calatrava, que en 1627 adquirió la jurisdicción de dicha villa, y de Usenda de Trejo Paniagua de Loaysa, su mujer; nieta de Jerónimo Piñán de Zúñiga, corregidor de las ciudades de Plasencia, Huete y Cuenca, y de Inés Carrillo de Alarcón, su mujer, y materna de Luis Paniagua de Trejo, de los señores de la villa de Santa Cruz, y de Leonor de Tordoya y Bazán, de la casa de Valdés del Cuzco.
De la primera tuvo por hijos a
1. Francisco Queipo de Llano y Lugo, que murió mozo en vida de su padre, y a
2. Fernando Queipo de Llano y Lugo, que sigue.

 Y de la segunda a
3. Isabel María Queipo de Zúñiga o de Zúñiga y Queipo de Llano, señora de Valparaíso, natural de Madrid y bautizada en San Martín el 1.º de febrero de 1645.[51] En 1680 hizo información de limpieza de sangre para casar con el familiar del Santo Oficio Antonio Ordóñez de Castro, conde de Montalvo, natural de Salamanca, conservador de esta Universidad, alcalde mayor de Burgos, hijo de Pedro Ordóñez de Villaquirán y Castro, señor de Villar de Leche y de Río de Lobos, y de Ana María Rodríguez de Arauzo. No tuvieron descendencia, e Isabel testó viuda en 1698 haciendo agregación de sus bienes libres al mayorazgo de los Queipo.[25]

Segundo conde
En 1662 sucedió su hijo
• Fernando Queipo de Llano y Lugo, II conde de Toreno, caballero de Santiago, corregidor de Burgos y de Murcia, natural de Sevilla, que fue bautizado el 4 de febrero de 1637 y murió año de 1681 en Madrid, donde desempeñaba el empleo de «concertador de privilegios y confirmaciones de Su Magestad». En 1664 redactó las Ordenanzas de Toreno.

Otorgó capitulaciones en Madrid ante Francisco Suárez el 7 de julio de 1658 para casar con Josefa Jiménez de Arellano Padilla y Vega, señora de la casa de Arnedo: antigua villa de la Rioja que dos años antes había pasado a ser ciudad por merced del rey Felipe IV. Nació esta señora el 17 de octubre de 1638 en Madrid, donde testó el 31 de julio de 1691. Era hija de Atanasio Jiménez de Arellano, natural y señor de la casa de Arnedo, caballero de Calatrava, oidor en La Coruña, en Sevilla y en Valladolid, fiscal del Consejo de Órdenes, y de Feliciana de Acedo y Vega; nieta de... y de Ana González de Arellano, su mujer y prima, y materna de Martín de Acedo, mayordomo mayor del virrey del Perú príncipe de Esquilache, con quien tuvo gran valimiento, capitán de su guardia, factor de la Real Hacienda y juez del Consulado de Lima, y de María de la Vega y Padilla, natural de dicha corte virreinal. La condesa era sobrina nieta del licenciado José González, señor de Boadilla del Monte, caballero de Santiago, ministro del Consejo y Cámara de Castilla, presidente de los de Hacienda e Indias y comisario general de Cruzada, nacido en Arnedo hacia 1583 y hermano entero de Ana González de Arellano, su abuela materna. Hijos ambos del licenciado Juan González de Uzqueta, abogado natural de Corella, y de Juana Jiménez de Arellano, su primera mujer, de la casa de Arnedo. Dicho José González mandó en dote a su sobrina Josefa —por las citadas capitulaciones otorgadas para casarla con el conde— un juro situado sobre el servicio de Millones de Madrid, y el usufructo vitalicio de unas casas principales sitas en la calle de las Rejas de la misma villa. Y fundó mayorazgo con facultad real por su testamento hecho en Madrid el 23 de julio de 1667 ante Andrés de Calatañazor, vinculando cuantiosos bienes y la jurisdicción de Boadilla. Extinguida su descendencia, este mayorazgo recayó en la de los condes de Toreno.

Tuvieron por hijos a
1. Álvaro Queipo de Llano y Jiménez de Arellano, que nació primogénito en Madrid el 1.º de septiembre de 1660, recibió el bautismo en la parroquial de San Martín[60] y murió niño;
2. Ana María, nacida en Madrid el 7 de enero de 1662, bautizada en la misma iglesia[61] y que también murió niña,
3. y Fernando Queipo de Llano y Jiménez de Arellano, que sigue.

Tercer conde
En 1681 sucedió su único hijo supérstite:
• Fernando Queipo de Llano y Jiménez de Arellano, III conde de Toreno, alférez mayor del Principado de Asturias y de la villa de Cangas de Tineo, señor de la casa de su apellido y de la de Arnedo. Nació en Madrid el 8 de enero de 1663, fue bautizado en San Martín el día 21 siguiente testó en Madrid año de 1699, haciendo agregación al mayorazgo, y murió en Cangas el 24 de enero de 1718, habiendo hecho codicilo el anterior día 4 a fe de Pedro López.

Casó el 20 de noviembre de 1683 en San Martín de Salas, con Emilia Francisca de Doriga y Malleza, bautizada en dicha iglesia el 11 de abril de 1666. Era hermana de García Alonso de Doriga, señor de la casa de Doriga, e hija de Fernando de Malleza y Doriga, natural y primogénito de dicha casa en la que no llegó a suceder, caballero de Santiago, paje del rey Felipe IV, colegial de San Pelayo en Salamanca, regidor perpetuo de Oviedo, y de Isabel de Malleza y Miranda, su mujer y prima carnal, natural y poseedora de la casa de Malleza en el concejo de Salas y señora de Cortina en el de Tudela, cuyo casamiento se capituló el 29 de octubre de 1659. Nieta de García de Doriga y Valdés, señor de la casa de Doriga, caballero de Santiago, regidor perpetuo de Oviedo y teniente de alférez mayor del Principado, y de Emilia de Malleza y Cienfuegos, su segunda mujer, natural de Malleza, y materna de Fernando de Malleza y Cienfuegos, hermano de la anterior, caballero de Santiago, natural y señor de la casa de Malleza, colegial del Mayor de Cuenca en Salamanca, y de Juana de Miranda y Ponce de León, su primera mujer, hermana del I marqués de Valdecarzana. Emilia Francisca de Doriga y Malleza aportaba los derechos en cuya virtud su hijo el IV conde de Toreno sucedería en la casa de Malleza, mayorazgo al que estaban vinculados la jurisdicción de Cortina y un hermoso palacio edificado en 1670 por los padres de esta señora en la plaza de la Fortaleza de Oviedo (hoy plaza de Porlier). La casa de Doriga, en cambio, por ser de sucesión irregular, no recayó en los Queipo de Llano.

Fueron hijos de este matrimonio:
1. María Josefa Queipo de Llano y Doriga Malleza, nacida el 19 de marzo de 1685. Murió en Oviedo a fines de 1757 y fue sepultada con su marido en la capilla de Santa Catalina de la iglesia conventual de Santo Domingo.[65] Casó con Jacinto José de Omaña y Oviedo Nevares, señor de las casas de sus apellidos y agregadas, nacido en 1687, que fundó un aniversario de tres misas cantadas en dicha capilla por escritura de 25 de agosto de 1743, y otorgó testamento el 15 de septiembre de 1744, añadiendo codicilo el 5 de noviembre de 1751, los tres a fe del escribano de Oviedo Javier Rabanal;[66] hijo y sucesor de Arias José de Omaña y Queipo de Llano, señor de la casa de Omaña, regidor de Oviedo, y de María Francisca de Oviedo Portal y Estrada Nevares, señora de estas casas, y nieto de otro Arias de Omaña, señor de esta casa, y de María Queipo de Llano y Álvarez Valdés, de los señores de Pobladura. Con sucesión.
2. Isabel María Queipo de Llano y Doriga Malleza, señora de Boadilla del Monte,[67] que nació el 27 de septiembre de 1686. Desde 1709 fue la segunda mujer de Luis Félix de Mirabal y Espínola, I marqués de Mirabal, nacido en 1657 en Jerez de la Frontera y fallecido el 24 de enero de 1729, colegial del Mayor de Cuenca en Salamanca, presidente de Castilla y consejero de Estado, embajador de S.M.C. ante los Estados Generales de los Países Bajos. Estaba viudo de María Magdalena Dávila Guzmán y Moncada, de la que tuvo hijas que no dejaron descendencia, y era hijo de Juan Francisco de Mirabal Pabón Lobatón y Esquivel, caballero de Alcántara, veinticuatro de Jerez, y de Isabel Luisa de Espínola y Piña.[68] Tuvieron descendencia que se extinguió en 1813.[69]
3. María Francisca Queipo de Llano y Doriga Malleza, natural de Cangas de Tineo, que recibió el bautismo el 13 de mayo de 1688 en la Colegiata de Santa María Magdalena, donde casó el 4 de noviembre de 1703, previas capitulaciones otorgadas el 7 de agosto en Oviedo, por las que llevó en dote 11.000 ducados.[70] Fue su marido Pedro de Peón y Duque de Estrada, señor de la casa matriz de su linaje en la parroquia de Santiago de Peón y de la torre de la Pedrera en la de Santa María de Lugás, ambas del concejo de Villaviciosa, su alférez mayor, y dueño también del palacio de la Mesana en la villa capital del mismo, donde nació el 5 de marzo de 1683 y murió el 2 de enero de 1754. Este señor fue teniente de alférez mayor del Principado por designación de su suegro el conde.[70] Era hijo del capitán Francisco Antonio de Peón y Vigil, señor las mismas casas, natural de Peón, y de Ángela Duque de Estrada Manrique y Valdés, nacida en la villa de Llanes, de la casa de Ardisana en este concejo y de la de Cebos en Onís. Con sucesión en que siguieron aquellas casas, recayendo en los Cavanilles.
4. Melchora Queipo de Llano y Doriga Malleza, que fue la tercera mujer de Miguel Queipo de Llano, señor de los palacios de Ardaliz en Limés y Llano o Santa Olaya en Cueras, ambos en el concejo de Cangas de Tineo, del mayorazgo de García de Cangas en la villa capital del mismo, y de las casas de Villanueva en el de Navia y Pieros en el Bierzo. Había estado antes casado con Catalina Teresa Bernaldo de Quirós, de los marqueses de Campo Sagrado, de la que tenía hijas,[71] y con Josefa de Navia Osorio y Vigil de Quiñones, de los marqueses de Santa Cruz de Marcenado, y era hijo de Diego Queipo de Llano y Valcárcel, señor de las casas de Ardaliz, Cangas, Villanueva y Pieros, caballero de Santiago, y de María Teresa de Llano y Queipo, de la casa de Santa Olaya. Melchora enviudó pronto sin prole, y casó en segundas nupcias con García Francisco Valledor y Presno, señor del coto de Montealegre y de las casas de sus apellidos en el concejo de Castropol, hijo de Jacinto Valledor y Trelles, señor de las mismas casas y jurisdicción, y de Mariana Raimóndez Miranda y Osorio. Con descendencia del segundo en que siguió su casa, recayendo en los Pardo de Donlebún, señores de Las Figueras.[72]
5. Fernando Ignacio José Queipo de Llano y Doriga Malleza, que sigue,
6. María Ana Queipo de Llano y Doriga Malleza, que casó con el hidalgo gallego José Ventura Bermúdez de Castro y Becerra, de quien no tuvo descendencia, hijo segundo de Carlos Bermúdez de Castro y Lis, natural y mayorazgo de la casa de San Martín de Riobóo y señor también de la casa y fortaleza de La Penela, y de Andrea Becerra y Piñeiro, señora de la casa de Anceis, natural de La Coruña. María Ana testó viuda en esta ciudad el 21 de abril de 1752 nombrando por heredero de los bienes que poseía en Galicia a su hermano el IV conde de Toreno, quien los agregó al mayorazgo de Cangas en 1765.
7. Catalina Queipo de Llano y Doriga Malleza, natural de Cangas. Fue bautizada el 12 de abril de 1702 en la Colegiata, donde casó el 22 de mayo de 1727 con Antonio Agustín Queipo de Llano, natural y señor de la casa de este apellido sita en la feligresía de Santianes de Tuña, concejo de Tineo, y su regidor perpetuo, que fue bautizado en la parroquial de San Juan el 27 de agosto de 1691 y testó en 1756. Hijo del capitán Juan Queipo de Llano y del Riego, poseedor de la misma casa y regimiento, y de Magdalena de Sierra Osorio y Argüelles, de la casa de Llamas del Mouro en el concejo de Cangas de Tineo. Con posteridad en que siguió la casa de Queipo de Llano de Santianes de Tuña, recayendo en los Llanes, señores del palacio del Rebollín en Noreña y de la casa de Fresnedo en Villallana, parroquia de San Martín de Gárgara y concejo de Lena.[35]
8. Antonia María Queipo de Llano y Doriga Malleza, mujer de Jacinto Sánchez de Ulloa, natural y vecino de Arganza en el concejo de Tineo. Con prole que volveremos a citar.[73]
9. Teresa Queipo de Llano y Doriga Malleza. Parece que hubo una hija de este matrimonio llamada Teresa, pero es error —muy difundido— identificarla con otra señora de igual nombre y apellido que casó con Pedro Velarde y Cienfuegos, señor del coto de Linares y de la casa fuerte de Prada en el concejo de Proaza, regidor de Oviedo. La Teresa Queipo de Llano que casó con Pedro Velarde era de la casa de Ardaliz: hija y sucesora de Miguel Queipo de Llano (antes citado como marido de Melchora) y de Catalina Teresa Bernaldo de Quirós, su primera mujer.[71]
10. María Manuela Queipo de Llano y Doriga Malleza, que nació en el palacio de Cangas de Tineo el 17 de enero de 1707 y murió en el de Merás de la villa de Tineo el 2 de diciembre de 1786. Casó, previas capitulaciones otorgadas en Cangas el 16 de julio de 1733, con Nicolás Francisco de Merás Solís y Paredes, señor de las casas de sus apellidos y agregadas, regidor perpetuo de los concejos de Tineo y Valdés y procurador general del Principado, que nació en el palacio de Merás de Tineo el 10 de septiembre de 1709, fue bautizado de socorro, y crismado al siguiente día 18 en San Pedro, y murió el 30 de junio de 1769 en el Pontigón, parroquia de Muñás y concejo de Valdés, de donde se trasladó su cuerpo a su villa natal para enterrarlo en el convento de San Francisco. Hijo de Pedro Manuel de Merás Solís y Queipo de Llano, natural y señor de dicho palacio de Merás, y de Josefa de Paredes, señora de la casa de su apellido en el concejo de Valdés, bautizada el 13 de octubre de 1685 en la parroquial de San Pedro de Paredes, donde casaron el 13 de junio de 1708. Con posteridad.[74]
11. E Ignacio Jesús Queipo de Llano y Doriga Malleza, que nació el 27 de enero de 1709 y murió el 31 de enero de 1779. Fue colegial del Mayor de Santa Cruz de Valladolid, y catedrático de esta Universidad.

Cuarto conde
En 1718 sucedió su hijo
• Fernando Ignacio José Queipo de Llano Doriga y Malleza, IV conde de Toreno, señor de las casas de Cangas, Arnedo y Malleza, que nació el 27 de julio de 1698 en el palacio de Cangas de Tineo y fue bautizado en la Colegiata el 10 de agosto. Testó en la misma villa el 10 de diciembre de 1764 ante Juan Meléndez, y seis meses después hizo agregación al mayorazgo mediante escritura del 20 de junio de 1765, por la que además subrogaba los bienes que había heredado de su hermana María Ana, radicados en Galicia, en vez de un censo de 13.400 ducados impuesto sobre los propios de la villa de Esquivias y que había sido redimido por esta. Contaba para ello con facultad real dada en Aranjuez el 21 de mayo de 1765 y refrendada por José Antonio de Goyeneche. Otorgó codicilo el 22 de junio de 1778, con nueva agregación, y murió poco después.

Casó en León el 27 de julio de 1721 con María Bernarda Cayetana de Quiñones Pimentel y Quijada, mayorazga de las casas de Quiñones de la villa de Ponferrada (hoy ciudad) y de los lugares de Yebra y Canedo, todo en el Bierzo, y que en Asturias poseyó el señorío de Cerredo y Degaña, que hoy constituye concejo independiente pero entonces estaba incluso en el de Ibias. Nacida en la ciudad de Motril el 15 de agosto de 1698, era hija y sucesora del maestre de campo Pedro de Quiñones Pimentel, señor de dichas casas y jurisdicción, caballero de Calatrava, gobernador militar y político de Motril, regidor perpetuo de Ponferrada y alcaide de su Real Cárcel, y de Antonia de Quijada y Rojas; nieta de..., y materna de Luis de Quijada y Mayorga, caballero de Santiago, natural de León, y de María de Rojas Quiñones y Rebolledo, señora de Inicio; y sobrina carnal del II conde de Rebolledo y I marqués de Inicio. Este casamiento se inscribía en la estrategia matrimonial de la casa de Toreno  —mantenida estrictamente durante el siglo XVIII— de casar a los primogénitos alternativamente con señoras de dentro y fuera del Principado. En los matrimonios «de fuera» como este se buscaban alianzas que reforzasen la influencia del linaje en la Corte, pero también sus intereses patrimoniales por toda España. En este caso, la esposa aportaba un señorío en Asturias limítrofe del concejo de Cangas; las posesiones del Bierzo, muy próximas al señorío de Toreno, y bienes en el reino de Granada, donde los Queipo de Llano también tenían patrimonio (proveniente del arzobispo Fernando de Llano y Valdés y del I conde de Toreno, su sobrino carnal, que fue allí corregidor).

Fueron padres de
1. Joaquín José Queipo de Llano y Quiñones, que sigue,
2. María Teresa Queipo de Llano y Quiñones, mujer de Gaspar José Bermúdez de Castro y Taboada, hijo de Diego Luis Bermúdez de Castro Fajardo y Andrade y de María Ignacia Taboada Mariño de Lobera y Proaño. Teresa murió prematuramente y su marido volvió a casar con María de los Dolores Pardo de Guevara y Bahamonde.
3. María Queipo de Llano y Quiñones,
4. Josefa Queipo de Llano y Quiñones,
5. Vicente Antonio Queipo de Llano y Quiñones, que nació el 18 de agosto de 1738 y murió el 21 de abril de 1791. Casó con Josefa Fernández de la Vega, de quien no tuvo sucesión.
6. Y Joaquina Queipo de Llano y Quiñones.

Quinto conde
En 1778 sucedió su hijo
• Joaquín José Queipo de Llano y Quiñones, V conde de Toreno, alférez mayor del Principado, regidor perpetuo de Oviedo. Nació en Cangas el 31 de diciembre de 1727, fue bautizado en la colegiata el 12 de enero siguiente, testó en su casa natal el 25 de agosto de 1782 a fe de Manuel Folgueras y falleció en la misma el 22 de diciembre de 1805.

Estudió como cadete en la recién creada Academia de Artillería de Segovia y sirvió como oficial de este cuerpo. Fue un notable naturalista, siempre afanoso de aplicar los avances científicos al desarrollo de la minería en Asturias. Socio de mérito de la Económica Matritense, en 1780 promovió la fundación de la de Asturias. En una y otra pronunció numerosas conferencias sobre mineralogía, algunas de las cuales fueron publicadas en dos tomos. Reunió una notable colección de minerales; halló por primera vez en Asturias antimonio y amianto, y mantuvo correspondencia con otros naturalistas españoles y extranjeros. Fue también académico honorario de la Real de la Historia, y publicó bastantes obras poéticas.

En 1790 le cupo el honor de proclamar, como alférez mayor del Principado, al nuevo rey Don Carlos IV, escena recogida en un cuadro pintado por Francisco Leopoldo Reiter que le representa a caballo, tremolando el pendón ante la Fortaleza de Oviedo.

Casó en San Tirso el Real de Oviedo el 28 de diciembre de 1754 con María Antonia Bernaldo de Quirós y Cienfuegos, que trajo en dote 12.000 ducados. Natural de Oviedo y bautizada en dicha iglesia el 24 de septiembre de 1738, era hija de José Manuel Bernaldo de Quirós y Mariño de Lobera, III marqués de Campo Sagrado, señor de Villoria y de Valdeviñayo y de las casas de Quirós, Alas, Carreño y Huergo, natural y alférez mayor de Avilés, alguacil mayor de Oviedo, notario mayor de la Santa Cruzada de esta ciudad y obispado, y de Josefa Francisca de Cienfuegos y Caso, natural de Sorribas en el concejo de Piloña; nieta de otro José Manuel Bernaldo de Quirós, II marqués de Campo Sagrado, natural de Oviedo, poseedor de las mismas casas, oficios y jurisdicciones, y de Benita Teresa Mariño de Lobera Andrade Sarmiento y Sotomayor, su segunda mujer, de los marqueses de la Sierra, nacida en Pontevedra, y materna de Rodrigo González de Cienfuegos y Valdés, IV conde de Marcel de Peñalba, señor de Allande, caballero de Santiago, natural y dueño de la torre del Ferrero en la parroquia de Viodo y concejo de Gozón, y de Ana Manuela de Caso Múxica y Maldonado, natural y dueña del palacio de Sorribas, señora del coto de Cazo en el concejo de Ponga y de las casas de Maldonado y Múxica en la ciudad de Salamanca.
Tuvieron por hijos a

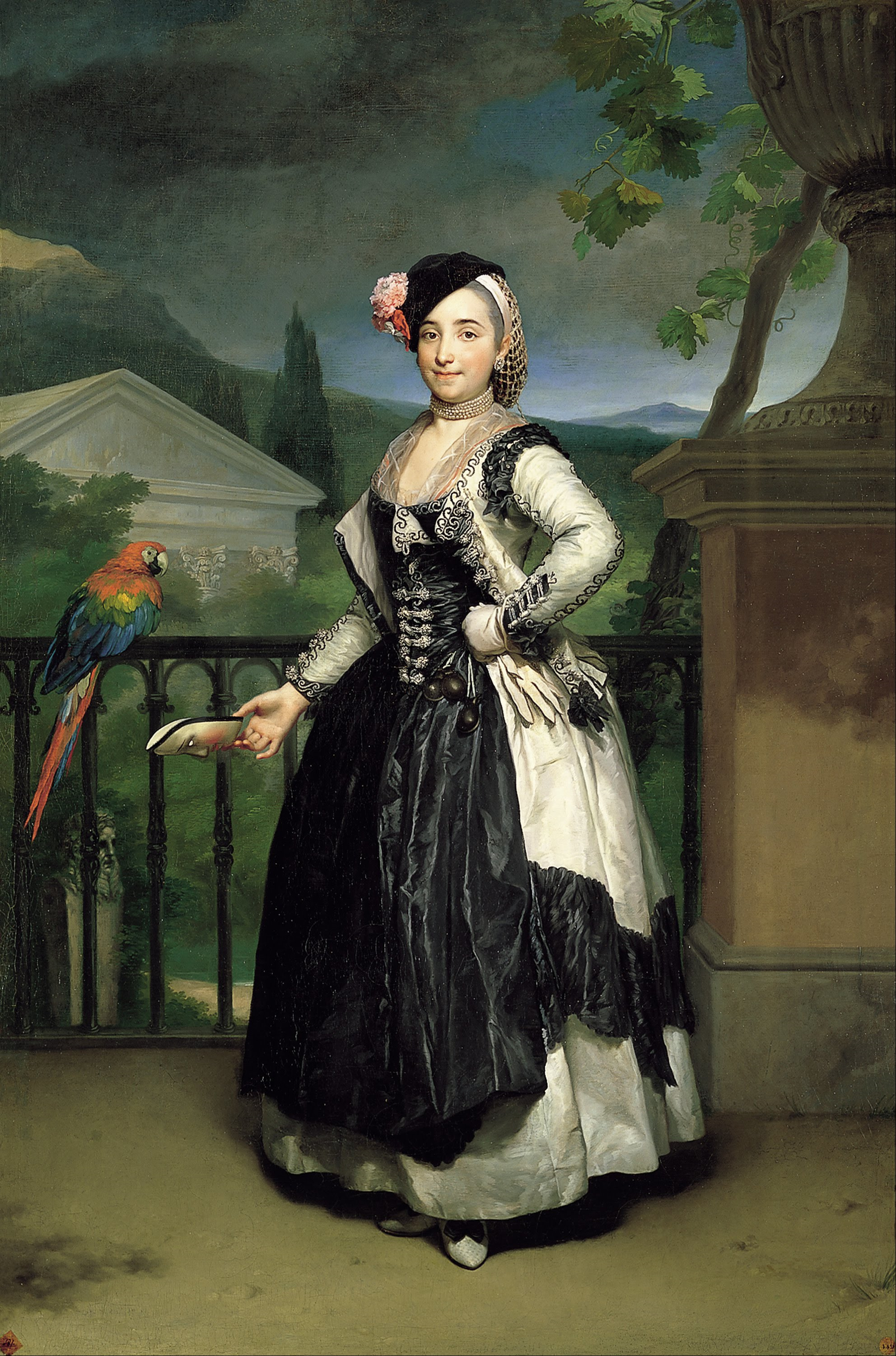
Isabel Parreño Arce y Valdés, marquesa de Llano, por Anton Raphael Mengs. Real Academia de Bellas Artes de San Fernando (Madrid). El pintor bohemio retrató a esta señora entre 1770 y 1775 en la corte parmesana, donde su primer marido estaba destinado como ministro plenipotenciario del rey Carlos III de España cerca de su sobrino el duque Fernando I de Parma. Después fueron embajadores del mismo rey en la corte imperial de Viena. Tras enviudar del marqués de Llano, Isabel Parreño volvió a casar con Fernando Queipo de Llano y Bernaldo de Quirós, hijo de los V condes de Toreno.

1. José Fernando Antonio Nicolás Marcelino del Carmen Queipo de Llano y Bernaldo de Quirós, que sigue,
2. Fernando Queipo de Llano y Bernaldo de Quirós, que nació en Cangas el 29 de mayo de 1758. Fue colegial en el Mayor de San Clemente de Bolonia, oidor de las Reales Audiencias de Manila y Sevilla, mayordomo de semana y gentilhombre de Cámara del rey Carlos IV. Casó el 9 de octubre de 1799 con Isabel María Parreño Arce y Valdés, dama de las Órdenes de María Luisa y de la Cruz Estrellada de Austria, viuda con prole[83] de José Agustín Llano y de la Cuadra, I marqués de Llano, embajador de S.M.C. cerca del Emperador. Nacida en 1751, falleció el 13 de septiembre de 1822 y era hija única y sucesora de Martín Parreño Chaves y Ruiz de Alarcón, natural y mayorazgo de la Puebla de Don Fadrique,[84] y de María de Jesús de Arce y Valdés, nacida en La Roda.[85] No tuvieron descendencia.
3. Joaquín Queipo de Llano y Bernaldo de Quirós,
4. Antonio María Queipo de Llano y Bernaldo de Quirós, nacido en Cangas en 1765, que sentó plaza de guardia marina en 1782[86] y alcanzó el empleo de teniente de fragata de la Real Armada. Después fue canónigo de la Catedral de Oviedo[87] y de la Metropolitana de Santiago de Compostela, donde tuvo la dignidad de arcediano.
5. Ramón Queipo de Llano y Bernaldo de Quirós, nacido en Cangas en 1767 y también guardia marina. Se le formó asiento en 1787.
6. Francisca Queipo de Llano y Bernaldo de Quirós,
7. María Antonia Queipo de Llano y Bernaldo de Quirós,
8. Teresa Queipo de Llano y Bernaldo de Quirós,
9. Vicenta Gertrudis Queipo de Llano y Bernaldo de Quirós, que nació en Cangas hacia 1760 y casó el 18 de agosto de 1778 en la parroquial de Santa María de Arganza, concejo de Tineo, con José María Sánchez de Ulloa y Jalón, su primo segundo, nacido en Arganza el 13 de abril de 1760, hijo de José Sánchez de Ulloa, capitán del Regimiento Provincial de León, natural de Arganza, y de Melchora Josefa Jalón de Brizuela, su mujer, que lo era de la ciudad de Palencia; nieto de Jacinto Sánchez de Ulloa y de Antonia María Queipo de Llano, ya citados entre los hijos del III conde de Toreno, y materno de José Jalón y Villarroel, regidor perpetuo de la ciudad de Burgos y juez veedor del comercio y contrabando de Inglaterra, y de María Fausta de Brizuela Montalvo y Fernández de Córdoba, señora de las villas de Apellániz y Erenchun en la provincia de Álava.[73]
10. Javiera Queipo de Llano y Bernaldo de Quirós,
11. y María Ignacia Queipo de Llano y Bernaldo de Quirós, que nació en Cangas el 8 de abril de 1766 y falleció el 23 de mayo de 1831. Casó en Cangas el 11 de noviembre de 1797 con el hidalgo lucense Antonio María Vázquez Valcarce y Quiroga, señor de la casa de Lusío en el concejo de Samos y de la de Espasantes en el de Pantón, bautizado en San Esteban de Espasantes el 22 de diciembre de 1763, hijo de Andrés Ramón Vázquez Valcarce y Quiroga, señor de la casa de Lusío, y de María Gertudis Arias Quiroga y Noguerol, señora de la casa de Espasantes y marquesa de Bosque Florido (título de Nápoles).[88] Con posteridad. Su hijo Manuel María Vázquez de Quiroga y Queipo de Llano fue creado conde de Torre Novaes de Quiroga en 1853.[89]

Sexto conde
En 1805 sucedió su hijo
• José Marcelino Queipo de Llano y Bernaldo de Quirós, VI conde de Toreno, caballero maestrante de Granada, que fue como su padre académico honorario de la Real de la Historia. Nació en Cangas el 2 de junio de 1757, fue bautizado en la colegiata cuatro días después y expiró el 20 de diciembre de 1808. Residió en Madrid y en Cuenca durante los primeros años de su matrimonio. No sucedió en el mayorazgo y título familiar hasta muy al final de su vida, por lo que figura generalmente designado con el dictado de cortesía de vizconde de Matarrosa. Al estallar la Guerra de la Independencia, siendo ya conde de Toreno, formó parte de la Junta Suprema y Soberana de Asturias y fue promovido por ella a mariscal de campo de los Ejércitos Nacionales.

Casó en su iglesia natal el 14 de septiembre de 1778 con María Dominga Ruiz de Saravia y Dávila, natural de Cuenca, que fue bautizada en San Pedro el 4 de abril de 1765 y testó en Cangas el 16 de julio de 1814 ante Manuel Folgueras, hija de Domingo Ruiz de Saravia y Neira Montenegro, caballero de Calatrava, natural de Madrid, y de María Joaquina Dávila Espinosa, que lo era de Pozoamargo. Fueron padres de
1. José María Queipo de Llano y Ruiz de Saravia, que sigue,
2. Tomasa Queipo de Llano y Ruiz de Saravia, que casó con Antonio Fontes Abat, natural de Murcia, que fue bautizado el 6 de febrero de 1788 y falleció el 15 de enero de 1839, hijo de Francisco de Borja Fontes y Riquelme y de Felipa María Abat y Ulloa, naturales también de Murcia.
3. Josefa Queipo de Llano y Ruiz de Saravia, que casó con el mariscal de campo Juan Díaz Porlier, llamado el Marquesito, que nació en Cartagena de Indias en 1788 y murió ahorcado en La Coruña en 1815. Vástago ilegítimo de una ilustre familia indiana, era hijo natural del coronel Esteban Porlier y Asteguieta y nieto de Antonio Porlier y Sopranis, I marqués de Bajamar, fiscal pretorial de la Real Audiencia de Lima y oidor de la de Charcas, secretario de estado y del despacho de Gracia y Justicia y gobernador del Consejo de Indias con Carlos IV, consejero de Estado del Rey Intruso, gran cruz de Carlos III, natural de La Laguna y oriundo de Flandes, y de Josefa Sáenz de Asteguieta e Iribarren, su primera mujer, nacida en la ciudad de Salta. Se crio en Buenos Aires, en casa de unos parientes. Pasó después a vivir en La Habana con María Pereyra de Hoyos, que era al parecer su abuela materna, viuda del virrey de Nueva Granada Juan de Torrezar Díaz Pimienta. Y desde 1802 quedó a cargo de su tío el brigadier de la Armada Rosendo Porlier y Asteguieta, y con él participó como voluntario en la Batalla del Cabo Finisterre y en la de Trafalgar, embarcado en el navío Príncipe de Asturias. Solo tuvieron una hija que murió niña en vida de su padre.
4. Y María Dominga Queipo de Llano y Ruiz de Saravia.

### Concesionario de la grandeza

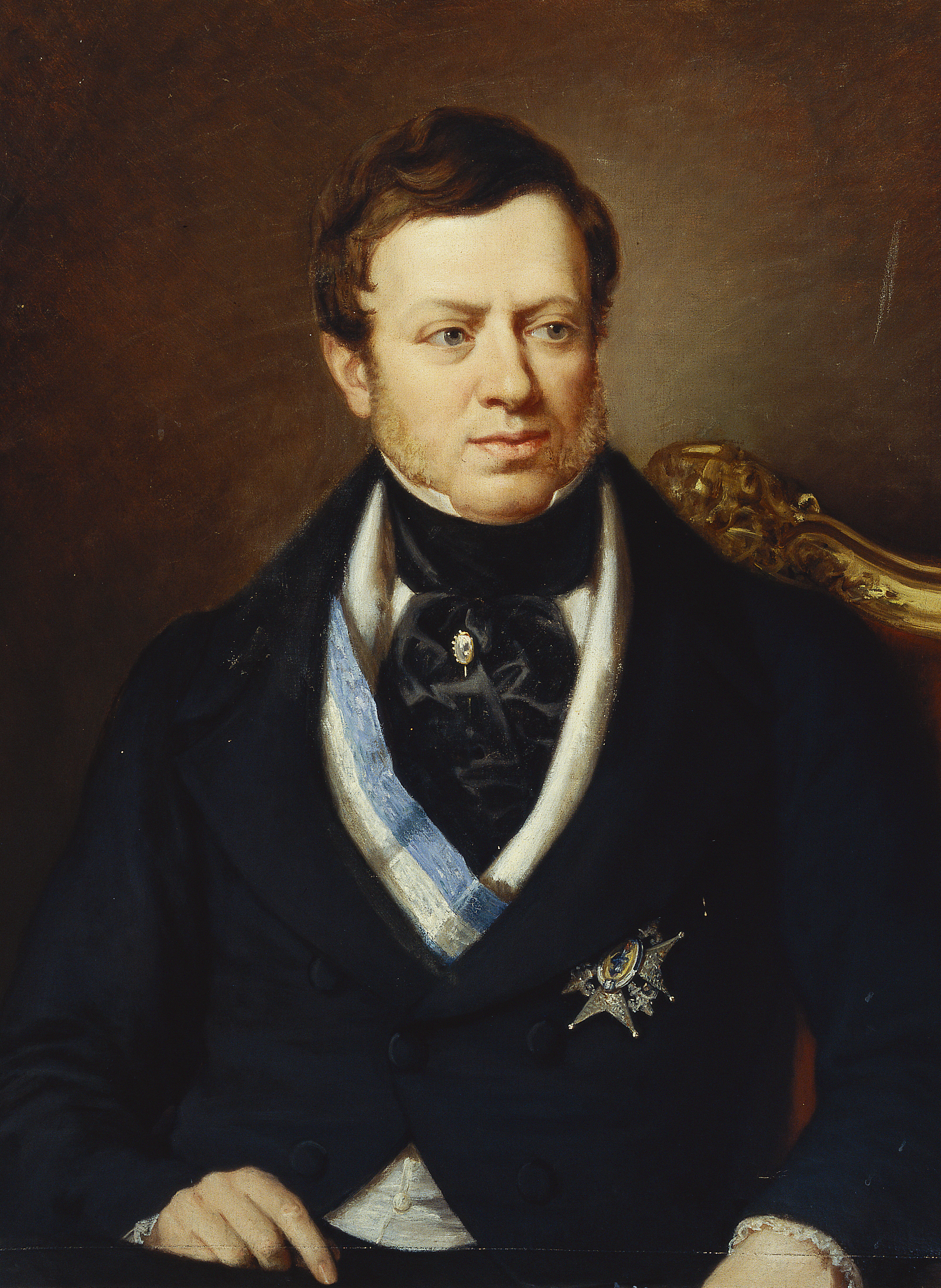
José María Queipo de Llano y Ruiz de Saravia, VII conde de Toreno. Retrato pintado por Manuel San Gil, propiedad del Museo del Prado y depositado en la Real Academia de la Historia (Madrid).

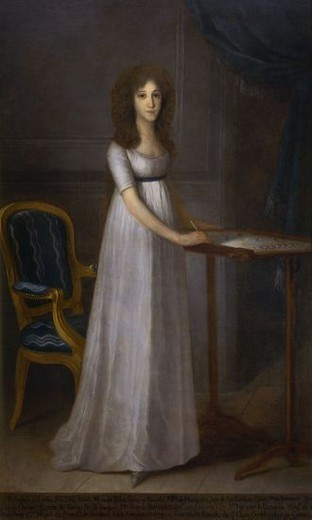
Josefa Manuela Téllez-Girón y Pimentel (1783-1817), marquesa de Camarasa. Este retrato, pintado hacia 1800 por Agustín Esteve, la representa de pie ante una mesa de tric trac con 16 o 17 años de edad, poco antes de que contrajera matrimonio con Joaquín María Gayoso de los Cobos Luna y Bermúdez de Castro (1778-1849), XII marqués de Camarasa, conde de Ribadavia, etc., grande de España. De niña, había sido retratada por Goya junto con sus padres, los duques de Osuna. De su expresado matrimonio nacieron siete hijos. Los dos varones, Francisco y Jacobo Gayoso de los Cobos y Téllez-Girón, poseyeron sucesivamente el marquesado de Camarasa y demás títulos de su padre, que siguieron en la descendencia del menor recayendo en la casa de Medinaceli. Y sus cinco hijas fueron las celebradísimas «señoritas de Camarasa», que tanto habían de brillar en los salones románticos de la corte. La mayor, Josefa, casó en primeras nupcias con el conde Lázaro Brunetti, ministro de Austria en Madrid, de quien tuvo descendencia (en que recayeron los ducados de Arcos, Mandas y Monteagudo tras la quiebra de la casa de Osuna), y en segundas con el marqués de Sotomayor; la segunda, Pilar, fue marquesa de Villamagna por su primer matrimonio, y después condesa de Toreno; la tercera, Joaquina, que no tomó estado, fue la anfitriona de un salón muy afamado; la cuarta, Encarnación, fue por derecho propio VIII marquesa de San Miguel das Penas y casó con Manuel Fernández de Henestrosa y Santisteban, de los marqueses de Villadarias, sin sucesión, y la quinta, Ángela, fue la segunda mujer de José Messía del Barco y Pando, III duque de Tamames, con posteridad en que sigue esta casa. La marquesa de Camarasa falleció prematuramente sin haber llegado a casar a ninguna de sus hijas, pero dieciocho años después de su muerte, en 1835, se convirtió en suegra de José María Queipo de Llano y Ruiz de Saravia, VII conde de Toreno, cuando este casó con la segunda de ellas: Pilar Gayoso de los Cobos y Téllez-Girón, que había enviudado sin prole del marqués de Villamagna. Este brillante matrimonio anticipaba el ascenso de la casa de Toreno a la grandeza de España, merced que obtendría el marido tres años después, ya que la esposa pertenecía a lo más granado de esta clase, tanto por su familia paterna como por la de su madre: la casa de Osuna y Benavente.

En 1809 sucedió su hijo
• José María Queipo de Llano y Ruiz de Saravia, VII conde de Toreno, concesionario de la grandeza de España de 1.ª clase, ministro de Hacienda (1834-1835) y presidente del Consejo de Ministros (1835), diputado a Cortes por Asturias, senador del Reino, embajador de S.M.C. en Londres, consejero de Estado, coronel de los Reales Ejércitos, académico numerario de las Reales de la Historia y de San Fernando, alférez mayor de Asturias y de Cangas de Tineo, regidor perpetuo de Ponferrada y alcaide de su Real Cárcel, gran cruz de la Orden de Carlos III (1836) y también caballero de las de Isabel la Católica, Cristo de Portugal y el Redentor de Grecia, gentilhombre de Cámara de la reina Isabel II con ejercicio y servidumbre, que nació en Oviedo el 26 de noviembre de 1786, fue bautizado en San Tirso el Real el 28 y falleció en París, durante su cuarto exilio, el 16 de septiembre de 1843, habiendo testado en Madrid el 13 de enero de 1841. Pese a las elevadas magistraturas que desempeñó, destaca sobre todo como autor de una monumental Historia de la Guerra de la Independencia, obra no superada como fuente historiográfica fundamental sobre este periodo.

Casó tardíamente el 10 de mayo de 1835 en Madrid, parroquia del Salvador, siendo soltero y de 48 años de edad, con María del Pilar Anastasia Gayoso de los Cobos y Téllez Girón (también apellidada Gómez de los Cobos Gayoso y Téllez Girón), dama de la reina y de la Orden de María Luisa, viuda sin prole de Luis Carlos Sánchez-Pleités y García de la Peña, marqués de Villamagna. Natural de Madrid, fue bautizada en San Luis el 26 de diciembre de 1803 y falleció en su palacio de Oviedo el 1.º de septiembre de 1858. Tuvo dos hermanos varones, Francisco y Jacobo Gayoso de los Cobos y Téllez-Girón, que fueron sucesivamente marqueses de Camarasa. Y era la segunda de cinco hermanas que brillaron mucho en los salones aristocráticos de Madrid, llamadas las «señoritas de Camarasa». Hija del teniente coronel Joaquín María Gayoso de los Cobos Luna y Bermúdez de Castro (1778-1849), XII marqués de Camarasa, de la Puebla de Parga y de San Miguel das Penas, conde de Ribadavia, de Castrojeriz, de Ricla y de Amarante, grande de España, gentilhombre de Cámara de S.M. con ejercicio y servidumbre, y de Josefa Manuela Téllez-Girón y Pimentel (1783-1817), su mujer, marquesa de Martigui (título de Cerdeña), con quien casó en Madrid el 21 de diciembre de 1800; nieta de Domingo Francisco Gayoso y de los Cobos (1735-1803), marqués de Camarasa, conde de Rivadavia, etc., y de Ana Josefa Bermúdez de Castro y Taboada, de los señores del pazo de Gondar en Galicia, y materna del teniente general Pedro de Alcántara Téllez-Girón y Pacheco (1755-1807), IX duque de Osuna, conde de Ureña y de Fontanar, marqués de Peñafiel, grande de España, notario mayor y justicia mayor de Castilla, primera voz del Brazo Militar del Parlamento de Cerdeña, alcalde mayor perpetuo de Sevilla, embajador extraordinario de S.M.C. en Viena, caballero del Toisón de Oro y gran cruz de Carlos III, del Consejo de Guerra de S.M. y su gentilhombre de Cámara y camarero mayor, y de María Josefa de la Soledad Alonso Pimentel Téllez-Girón y Borja (1750-1834), condesa-duquesa de Benavente, duquesa de Béjar, de Plasencia, de Arcos, de Gandía y de Mandas y Villanueva, marquesa de Jabalquinto, de Gibraleón, de Terranova, de Lombay y de Zahara, condesa de Mayorga, de Luna, de Bañares, de Belalcázar, de Oliva, de Mayalde, de Bailén y de Casares, vizcondesa de la Puebla de Alcocer, grande de España, princesa de Anglona y de Esquilache, condesa de Osilo, marquesa de Martigui, etc., dama noble de María Luisa.

Fueron sus hijos:
1. Isabel María Cristina Queipo de Llano y Gayoso de los Cobos, nacida en Madrid el 29 de septiembre de 1836, ahijada de pila de la reina Doña María Cristina, y fallecida en Madrid el 15 de agosto de 1899. Casó en Madrid el 28 de abril de 1858 con José María Manso de Velasco y Chaves, V conde de Superunda, grande de España, marqués de Bermudo, que nació en Burdeos el 9 de marzo de 1828 y finó en Madrid el 13 de marzo de 1895, hijo de José María Manso de Velasco y Chaves, conde de Superunda, y de María de los Dolores de Chaves y Artacho, de los marqueses de Quintanar y condes de Santibáñez del Río.
2. Clara Queipo de Llano y Gayoso de los Cobos.
3. Francisco de Borja Queipo de Llano y Gayoso de los Cobos, que sigue.
4. Álvaro Queipo de Llano y Gayoso de los Cobos, conde de Mayorga (desde 1884), caballero de Santiago, general de división procedente del arma de Infantería, grandes cruces de San Hermenegildo y del Mérito Militar, que nació en Florencia el 13 de agosto de 1842 y murió en Cuenca el 16 de junio de 1912. Casó en 1877 con María de la Concepción Magaz y de la Torre, nacida en Madrid el 9 de noviembre de 1855, hija de José Magaz y Jaime y de María de los Dolores de la Torre y de la Vega, de los condes de Torre Pando. Con descendencia que volveremos a citar.
5. Queipo de Llano y Gayoso de los Cobos.

Octavo conde

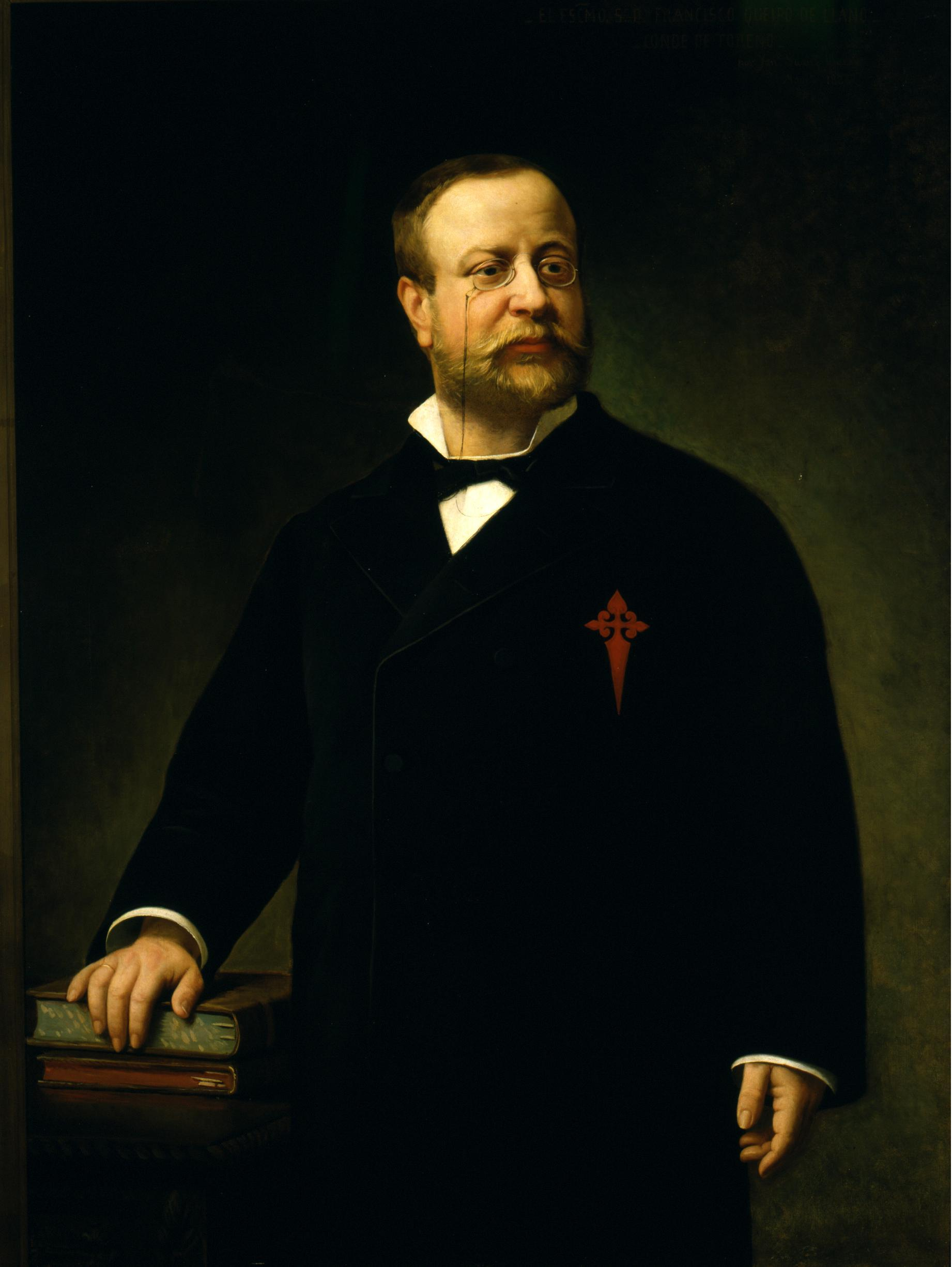
Francisco de Borja Queipo de Llano y Gayoso de los Cobos, VIII conde de Toreno, presidente del Congreso de los Diputados, alcalde de Madrid, ministro de Estado y de Fomento. Retrato pintado en 1880 que se conserva en el Palacio de las Cortes, Madrid.

Por fallecimiento del anterior en 1843 y real carta de 5 de septiembre de 1847, sucedió su hijo
• Francisco de Borja Queipo de Llano y Gayoso de los Cobos, VIII conde de Toreno, diputado a Cortes y presidente del Congreso, alcalde de Madrid (1874-1875), ministro de Estado y de Fomento (1875-1879), académico de número de la Real de Ciencias Morales y Políticas, presidente de la Sociedad Geográfica de Madrid, caballero de Santiago y gran cruz de Carlos III, gentilhombre de Cámara de los reyes Isabel II, Alfonso XII y Alfonso XIII, con ejercicio y servidumbre. Nació en Madrid el 6 de noviembre de 1840 y murió en la misma villa el 31 de enero de 1890.

Casó en Madrid el 24 de noviembre de 1860 con María del Carmen Fernández de Córdoba y Álvarez de las Asturias Bohorques, dama de las reinas Isabel II, Mercedes, Cristina y Victoria Eugenia y de la Orden de María Luisa, camarera mayor y jefa del Cuarto de la infanta Doña Isabel, nacida en Burdeos el 21 de mayo de 1843 y finada en Madrid el 22 de octubre de 1907, hija de Joaquín Fernández de Córdoba y Álvarez de las Asturias Bohorques, XIII marqués de Povar, y de María del Carmen Álvarez de las Asturias Bohorques y Giráldez, su mujer y prima carnal, I condesa de Santa Isabel; nieta de Joaquín Fernández de Córdova y Pacheco, VI duque de Arión, grande de España, XII marqués de Povar, de Malpica y de Mancera, conde de Gondomar, y de María de la Encarnación Álvarez de Bohorques y Chacón, de los duques de Gor, y materna de Mauricio Nicolás Álvarez de las Asturias Bohorques y Chacón, II duque de Gor, hermano de la anterior, y de María de la O Giráldez y Cañas, VII vizcondesa de Valoria.

Fueron padres de

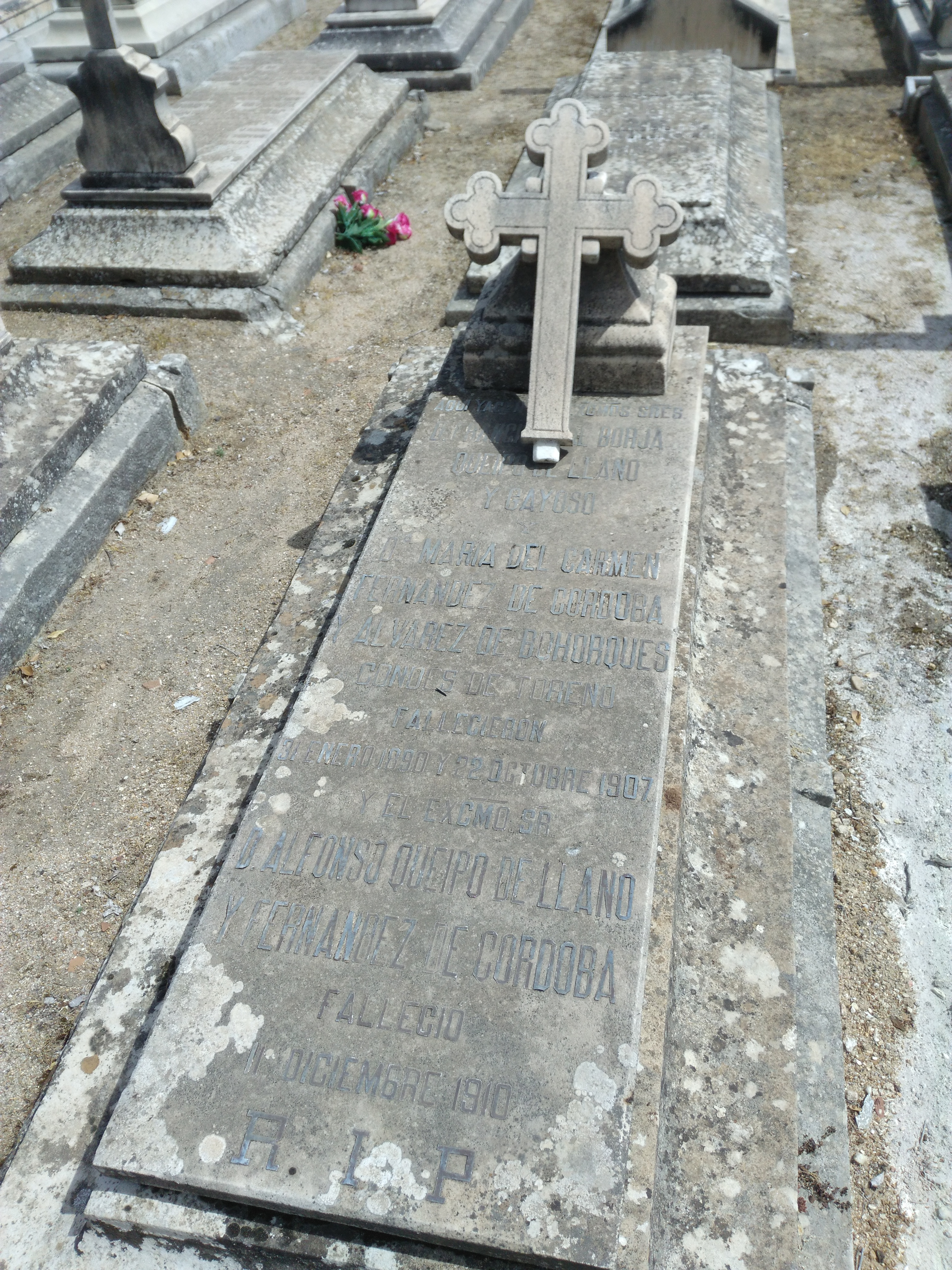
Tumba de los VIII condes de Toreno y de su hijo Alfonso Queipo de Llano en el cementerio de San Isidro de Madrid. El epitafio reza: «Aquí yacen los D. Francisco de Borja Queipo de Llano y Gayoso y María del Carmen Fernández de Córdoba Álvarez de Bohorques, Condes de Toreno: fallecieron 31 de enero de 1890 y 22 de octubre de 1907, y el D. Alfonso Queipo de Llano y Fernández de Córdoba: falleció 12 de diciembre de 1910. R.I.P.» Esta sepultura perpetua fue adquirida por la familia en 1843 como lugar de enterramiento provisional del VII conde, concesionario de la grandeza, fallecido en dicho año durante su cuarto exilio en París y cuyos restos, traídos de Francia, permanecieron aquí hasta que fueron trasladados a la Colegiata de Cangas de Tineo, donde la familia tenía su panteón.

1. Álvaro Bernardino Queipo de Llano y Fernández de Córdoba, que sigue,
2. Alfonso Francisco Caracciolo Queipo de Llano y Fernández de Córdoba, diplomático, secretario de la embajada de España en Berlín, comendador de la Orden de Carlos III y caballero de la Corona de Prusia, mayordomo de semana de S.M., que nació el 4 de junio de 1866 en Madrid, donde falleció soltero el 12 de diciembre de 1910.
3. María de la Soledad Silveria Queipo de Llano y Fernández de Córdoba, condesa de Casares, que nació en Biarritz el 7 de octubre de 1868 y falleció el 21 de mayo de 1972. Casó en Madrid el 11 de febrero de 1893 con Diego María de Zuleta y Zuleta, maestrante de Sevilla, nacido el 24 de abril de 1850 en Jerez de la Frontera, donde finó el 16 de diciembre de 1913, hijo de Francisco de Asís de Zuleta y Zuleta, que fue cadete de Artillería, primer comandante de este cuerpo y teniente coronel de Infantería, caballero de Carlos III y grandes cruces de San Fernando y San Hermenegildo, natural de las Cabezas de San Juan, y de Josefa de Zuleta y Orbaneja, su mujer y prima carnal, que lo era de Jerez, en segundas nupcias de ella; nieto de Diego de Zuleta de Reales Córdoba y Castro y de Francisca de Paula de Zuleta Córdoba y García-Beato, y materno de José María de Zuleta de Reales Córdoba y García-Beato, hermano de la anterior, maestrante de Ronda y gentilhombre de cámara de S.M., y de María de la Consolación de Orbaneja y Pérez de Gamaza. Fueron sus hijos, nacidos los cuatro en Jerez de la Frontera:
  1. Josefa de Zuleta de Reales y Queipo de Llano, que nació el 19 de abril de 1894 y casó en Jerez el 19 de noviembre de 1921 con Miguel de Giles y López de Carrizosa, caballero de Calatrava y maestrante de Ronda, hijo de Pedro de Giles y López de Carrizosa y de Vicenta López de Carrizosa y Giles, de los marqueses de Casa Pavón. Tuvieron por unigénita a Vicenta de Giles y Zuleta, que casó con Antonio Morenés y Medina, X marqués de Villarreal de Burriel, con sucesión.
  2. Francisco de Borja de Zuleta de Reales y Queipo de Llano, XXI conde de Belalcázar, coronel de Caballería, gentilhombre de cámara de Alfonso XIII, nacido el 18 de noviembre de 1896 y finado el 26 de agosto de 1961, que combatió en la Guerra Civil al mando del Tercio de requetés Nuestra Señora de la Merced. Casó primera vez con María del Carmen de Carvajal y del Alcázar, XII duquesa de Abrantes y XIII de Linares, III marquesa del Duero, tres veces grande de España, XII marquesa de Sardoal, de Revilla, VIII condesa de Cancelada y XII de Lences, nacida en Munguía el 14 de septiembre de 1901, hija única de Manuel de Carvajal y Gutiérrez de la Concha, anterior duque de Abrantes y de Linares, y de María del Carmen del Alcázar y Roca de Togores, de los marqueses de Peñafuente. Con descendencia en que siguen dichos títulos. Enviudó en 1938 y casó en segundas nupcias con María de la Paz de Murga e Ygual, de los vizcondes de Llanteno, con la que tuvo tres hijos: Juan, Gonzalo y Fernando de Zuleta y Murga.
  3. Diego de Zuleta de Reales y Queipo de Llano, conde de Casares, nacido el 19 de junio de 1898 y marido de Silvia de Domecq y González, hija de Manuel de Domecq y Núñez de Villavicencio, I vizconde de Almocadén, de los marqueses de Domecq d'Usquain, y de María de las Mercedes González y Gordon, de los marqueses de Torre Soto de Briviesca. Sin descendencia.
  4. Y María del Carmen de Zuleta de Reales y Queipo de Llano, que nació el 25 de diciembre de 1906 y casó el 10 de diciembre de 1930 con el británico-peruano David Fraser-Luckie e Iglesias. Con posteridad.

Noveno conde
Por real carta de 8 de agosto de 1890, sucedió su hijo
• Álvaro Queipo de Llano y Fernández de Córdoba, IX conde de Toreno, grande de España, director general de Correos y Telégrafos, gobernador civil de Madrid, senador vitalicio del Reino, caballero maestrante de Granada y gran cruz de Carlos III, gentilhombre de Cámara del rey Alfonso XIII con ejercicio y servidumbre, que nació en Madrid el 20 de mayo de 1864 y murió en la ex corte año de 1938.

Casó en Madrid el 25 de enero de 1888 con María del Rosario Álvarez de las Asturias Bohorques y Ponce de León, su tía 2.ª, vizcondesa de Valoria, nacida el 6 de febrero de 1866 en Madrid, donde murió el 11 de junio de 1910. Era hermana de Mauricio de los mismos apellidos, IV duque de Gor, e hija de Nicolás Álvarez de las Asturias Bohorques y Giráldez, conde de Lérida (hermano de la abuela materna de Álvaro) y de María de la Consolación Ponce de León y Balleras, natural de Jerez de la Frontera; nieta de Mauricio Nicolás Álvarez de las Asturias Bohorques y Chacón, II duque de Gor, y de María de la O Giráldez y Cañas, VII vizcondesa de Valoria, ya citados, y materna de Manuel Ponce de León y Villavicencio, de los marqueses del Castillo del Valle de Sidueña, y de Emilia de Balleras y Monroy.

De este matrimonio nacieron:
1. María del Carmen Queipo de Llano y Álvarez de las Asturias Bohorques, que nació el 13 de diciembre de 1888 en Madrid, donde finó el 21 de mayo de 1972. Casó el 15 de febrero de 1912 con José María Queipo de Llano y Magaz, su tío 2.º, conde de Mayorga, caballero de Santiago. Nacido en Madrid el 24 de noviembre de 1880, era hijo de Álvaro Queipo de Llano y Gayoso de los Cobos, conde de Mayorga, y de María de la Concepción Magaz y de la Torre, ya citados entre los hijos del VII conde de Toreno. Tuvieron por hijos a
  1. Álvaro Queipo de Llano y Queipo de Llano, conde de Mayorga, que nació el 24 de diciembre de 1912. Casó el 9 de septiembre de 1940 con María del Carmen Cortés y Cienfuegos-Jovellanos, hija de Antonio Cortés Méndez-Bálgoma y de María del Carmen Cienfuegos-Jovellanos y Cifuentes. Con sucesión.
  2. María del Carmen Queipo de Llano y Queipo de Llano, nacida el 13 de julio de 1915,
  3. José María Queipo de Llano y Queipo de Llano, que nació el 2 de agosto de 1916,
  4. María de la Concepción Queipo de Llano y Queipo de Llano, nacida el 6 de junio de 1920,
  5. y Jaime Queipo de Llano y Queipo de Llano, nacido el 1.º de abril de 1926. Casó el 5 de junio de 1954 con Jesusa Comyn y Gutiérrez-Maturana, hija de Juan Manuel Comyn y Allendesalazar, II conde de Albiz, y de María Josefa Gutiérrez-Maturana y Matheu. Con prole.
2. María Queipo de Llano y Álvarez de las Asturias Bohorques, que nació en Madrid en 1890 y no tomó estado,
3. María del Rosario Queipo de Llano y Álvarez de las Asturias Bohorques, nacida en Madrid en 1894 y que también permaneció soltera,[97]
4. y Francisco Queipo de Llano y Álvarez de las Asturias Bohorques, que sigue.

Décimo conde
Por fallecimiento del anterior en 1938, acuerdo de la Diputación de la Grandeza de 1943, decreto de convalidación de 28 de noviembre de 1952, y carta del generalísimo Franco del año siguiente, sucedió su hijo
• Francisco Queipo de Llano y Álvarez de las Asturias Bohorques, X conde de Toreno, XII vizconde de Valoria (desde 1912), caballero maestrante de Granada y cruz del Mérito Militar, gentilhombre de cámara del rey Alfonso XIII con ejercicio y servidumbre. Nació en 1897 en Madrid, donde falleció el 26 de mayo de 1954, y fue enterrado en el cementerio de San Isidro.

Casó en Madrid el 9 de noviembre de 1924, en la iglesia del Asilo de Huérfanos del Sagrado Corazón, con María de la Purificacíon de Acuña y Gómez de la Torre, que falleció el 25 de noviembre de 1931. Y fueron padres de
1. Francisco Queipo de Llano y Acuña,
2. María de la Soledad Queipo de Llano y Acuña, hija de María de la Asunción, nacida en 1928 y que finó en Jimena de la Frontera el 8 de agosto de 2020.[99] Casó en 1955 con José Fernández de Córdova y Topete, maestrante de Sevilla, fallecido en 1976, hermano del XVI marqués de Valparaíso, grande de España, e hijo de Francisco Javier Fernández de Córdoba y Arias de Saavedra, VII marqués de Grañina, y de María de la Concepción Topete y Peñalver. Con posteridad.[100]
3. Álvaro Queipo de Llano y Acuña,
4. y Alfonso Queipo de Llano y Acuña, XIII vizconde de Valoria,[101] teniente coronel de Caballería y profesor de equitación en la Academia de Valladolid. Destacado jinete, fue campeón de España de Salto en 1962 y participó en los Juegos Olímpicos de Tokio de 1964.[102] Se hallaba con su mujer en Zaragoza el 12 de julio de 1979 para asistir a la entrega de despachos en la Academia General Militar, y murió en el incendio del hotel Corona de Aragón (atribuido a la banda terrorista ETA pero nunca reconocido como tal).[103] Casó en Madrid el 24 de marzo de 1956 con Sonsoles Álvarez de Toledo y Urquijo,[104] que fue una de las fundadoras de la Asociación de Víctimas del Terrorismo y su presidente desde 1999 hasta 2003. Nacida en Llodio el 14 de septiembre de 1932, era hija de Alonso Álvarez de Toledo y Cabeza de Vaca, XI marqués de Villanueva de Valdueza y XII vizconde de la Armería, y de María del Pilar Urquijo y Landecho, de los marqueses de Urquijo. Padres de
  1. Sonsoles Queipo de Llano y Álvarez de Toledo,
  2. Alfonso Queipo de Llano y Álvarez de Toledo, XIV vizconde de Valoria, que casó con Sonsoles Escribano y Sáez, hija del general Mariano Escribano de la Torre y de Carmen Sáez de Montagud. Padres de Alfonso, Álvaro y Estanislao Queipo de Llano Escribano.
  3. Juan Queipo de Llano y Álvarez de Toledo,
  4. Paz Queipo de Llano y Álvarez de Toledo,
  5. Pedro Queipo de Llano y Álvarez de Toledo
  6. y Paula Queipo de Llano y Álvarez de Toledo.

Undécimo conde
Por orden publicada en el BOE de 20 de agosto de 1958, y carta de 29 de mayo de 1959, sucedió su hijo
• Francisco Queipo de Llano y Acuña, XI conde de Toreno, oficial de Caballería, licenciado en Ciencias Políticas, presidente de la Cruz Roja Española (1970-1974) y de la Real Gran Peña de Madrid, gobernador civil de Palencia y de Navarra, miembro de la Diputación Permanente de la Grandeza de España, grandes cruces de la Orden del Mérito Civil, de la Imperial del Yugo y las Flechas y de la Cruz Roja Mexicana, medalla de oro de la Juventud y gran placa de Honor y Mérito de la Cruz Roja Española. Nació en Madrid el 25 de agosto de 1927 y falleció en la misma corte el 22 de febrero de 2002, a los 74 años de edad.

Casó con Cristina Fernández de Villavicencio y Osorio, V marquesa de Guadiaro, hija de José María Fernández de Villavicencio y Crooke, XV marqués de Vallecerrato y IV de Guadiaro, y de María Cristina Osorio y Martos, VI duquesa de Algete, ambos grandes de España; nieta de José Fernando Fernández de Villavicencio y Corral, marqués de Castrillo, de los duques de San Lorenzo de Valhermoso, y de Emilia Crooke y Larios, y materna de José Ramón Osorio y Heredia, X conde de la Corzana, de la casa de Alcañices, Sesto y Alburquerque, y de Narcisa Martos y Arizcun, de los condes de Heredia Spínola.

Fueron padres de
1. Francisco de Borja Queipo de Llano y Fernández de Villavicencio, que sigue,
2. Lorenzo Queipo de Llano y Fernández de Villavicencio, nacido el 20 de febrero de 1958,
3. y Kyra Queipo de Llano y Fernández de Villavicencio, nacida el 13 de octubre de 1963, que casó en 1988 con Íñigo Hidalgo y Eguiagaray, hijo de Rafael Hidalgo Herrera y de Paloma Eguiagaray Giménez. Se celebró la boda en Madrid, en el Oratorio del Caballero de Gracia, y fueron padrinos los Condes de Barcelona.[108] Con posteridad.

### Actual titular
Por orden publicada en el BOE del 7 de julio de 2003, y real carta de 1.º de septiembre del mismo año, sucedió su hijo
• Francisco de Borja Queipo de Llano y Fernández de Villavicencio, XII y actual conde de Toreno, grande de España, VI marqués de Guadiaro, nacido el 23 de agosto de 1956. En 2023 cedió el marquesado de Guadiaro a su primogénito.

Contrajo primer matrimonio en Altea (Alicante), febrero de 1985, con Macarena Campomanes Eguiguren. Y en segundas nupcias con María Taub y Medina, que antes estuvo casada con Agustín Enrile y Corsini, marqués de Villaformada. Hija de Roberto Taub Longué y de María de los Ángeles Medina y Maestre, que casaron en Sevilla el 11 de julio de 1960, en la iglesia de los Venerables; nieta del diplomático Roberto Taub Pick y de Enriqueta Longué de Soria-Santacruz, y materna de Vicente de Medina y Carvajal, IX conde de Mejorada, de los marqueses de Esquivel, y de María Estrella Maestre y Fernández de Córdoba.

De la primera tiene dos hijos:
1. Francisco de Borja Queipo de Llano y Campomanes, VII marqués de Guadiaro.
2. y Patricia Queipo de Llano y Campomanes.